# Biserica reformată din Coșeiu

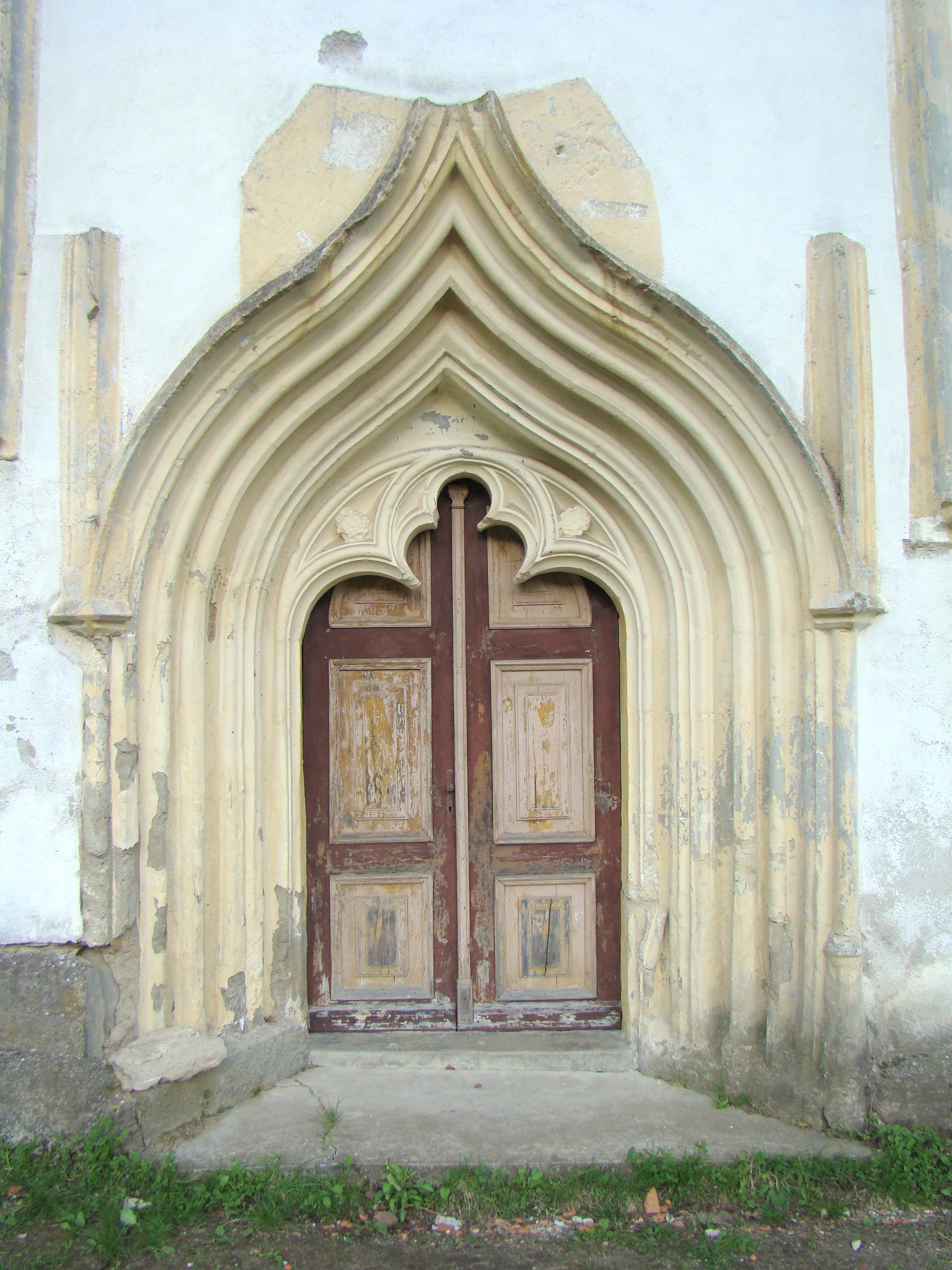
Portalul vestic bogat ornamentat

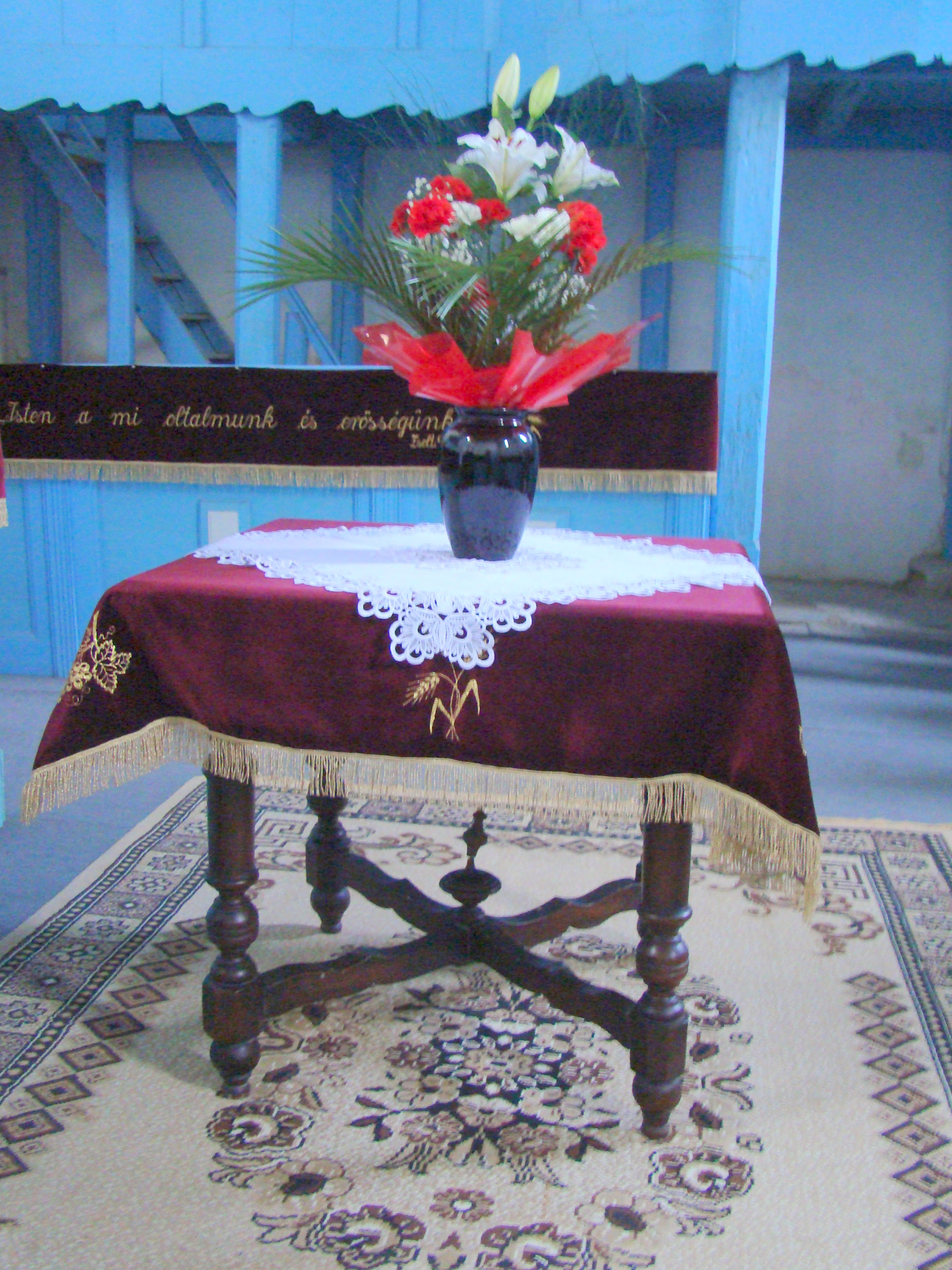
Masa Domnu;ui

Biserica reformată din Coșeiu este un ansamblu de monumente istorice aflat pe teritoriul satului Coșeiu, comuna Coșeiu.
Ansamblul este format din două monumente:
- Biserica reformată (cod LMI SJ-II-m-A-05042.01)
- Clopotnița de lemn (cod LMI SJ-II-m-B-05042.02)

## Localitatea
Coșeiu (în maghiară Kusaly) este satul de reședință al comunei cu același nume din județul Sălaj, Transilvania, România. Prima atestare documentară este din 1299, când este menționat în documentele vremii, cu numele de Kusaly, ca fiind oppidum, adică târg de importanță locală. 

## Biserica
Biserica reformată din Coșeiu, fostă mănăstire franciscană minorită fondată de familia nobiliară Jakcs de Coșeiu, construită în două etape (anii 1420 și anii 1480), este unul dintre cele mai importante monumente de arhitectură ale județului Sălaj.
Ansamblul este un reprezentant tipic al stilului gotic târziu din epoca regelui Sigismund de Luxemburg, o perioadă de maximă înflorire a culturii și a artei.
Din fostul complex monahal s-au păstrat mai multe elemente din biserică, folosită și după reformă, respectiv spațiile sale adiacente, turnul și sacristia. Din corul bisericii mai există peretele sudic și rămășița peretelui nordic atașată arcului de triumf, dar nu se cunoaște forma închiderii (foarte probabil poligonală). Se observă faptul că sanctuarul a avut o lungime aproape identică cu cea a navei. Pe peretele sudic al corului, respectiv în colțul interior dintre cor și navă se observă nașterile bolții. Ușa dintre corul demolat și sacristie este înzidită, dar i se păstrează ancadramentul cioplit în piatră, decorat cu baghete încrucișate. La ancadrament se mai observă locașul unei steme nobiliare. Se identifică și arcul de triumf dintre cor și navă, având o consolă tipică stilului gotic târziu.
Nava este dreptunghiulară, și în raport cu lățimea este destul de scurtă, având urmele doar a două travee de boltă. Coronamentul navei împreună cu bolta gotică și cu închiderea superioară a ferestrelor a fost demontată cândva la sfârșitul secolului XIX (?), din motive încă necunoscute, probabil din cauza prăbușirii bolții. Bolțile navei au aparținut tipului stelat, iar cele ale corului erau mai simple, în cruce, ambele cu nervuri, cum se poate reconstitui din consolele care s-au păstrat. Nava are la fațada sudică două ferestre gotice, din care s-au păstrat doar montanții ciopliți în piatră. Portalul, pe fațada vestică a navei are un gol cu închiderea superioară trilobată, dar ancadramentul bogat profilat și decorat cu elemente florale se termină în arc de acoladă. Ancadramentul era completat cu o vimpergă, din care s-au păstrat fialelelaterale (fără turle) și baza fialei centrale. Ancadramentul este cel mai valoros component artistic al întregului ansamblu. Peretele nordic al navei este deschis printr-o fereastră cu închidere în arc de cerc, realizat ulterior construirii bisericii, respectiv se mai identifică și un gol de acces semicircular cu o anvergură considerabilă, în stare înzidită. Acesta - pe baza anumitor analogii - era accesul în spațiul unei capele laterale. 
Fațadele navei sunt împărțite cu un brâu profilat din piatră, caracteristic stilului gotic din prima jumătate a secolului al XV-lea. Pe fațada sudică se vede urma unui contrafort demontat. În interior nava are un tavan drept, casetat, în partea estică are și o tribună. Amvonul este atașat peretelui nordic, coronamentul amvonului, bogat decorat, este realizat din lemn.
În cea mai bună stare s-a păstrat turnul înalt, care în mod sigur a avut și un clopot. Turnul se ridică din colțul exterior dintre navă și cor, după tradiția franciscanilor. Turnul înalt are ferestre mai înguste la etajele inferioare, și goluri mai mari la nivelul clopotelor, ferestre de sunet frumos decorate cu muluri. Fațadele turnului sunt împărțite cu brâuri, respectiv se recunosc și urmele unui jgheab cioplit în piatră, la îmbinarea cu acoperișul original al corului. Pe baza acestor urme se poate reconstitui volumetria acoperișului sacristiei și a corului. În legătură cu turnul bisericii este interesant de menționat faptul că pe parcela bisericii se mai află o clopotniță, construită din lemn în secolul XVIII.
În interiorul turnului ajungem prin sacristie, care s-a păstrat aproape în întregime, dar acoperișul i-a fost demontat. Intrarea sacristiei mai păstrează în interior ancadramentul de piatră în stil gotic târziu. Parterul turnului este boltit, etajul turnului se poate accesa doar cu ajutorul unei scări (acest acces are tot un ancadrament cioplit în piatră, în stil gotic târziu).

## Imagini din exterior

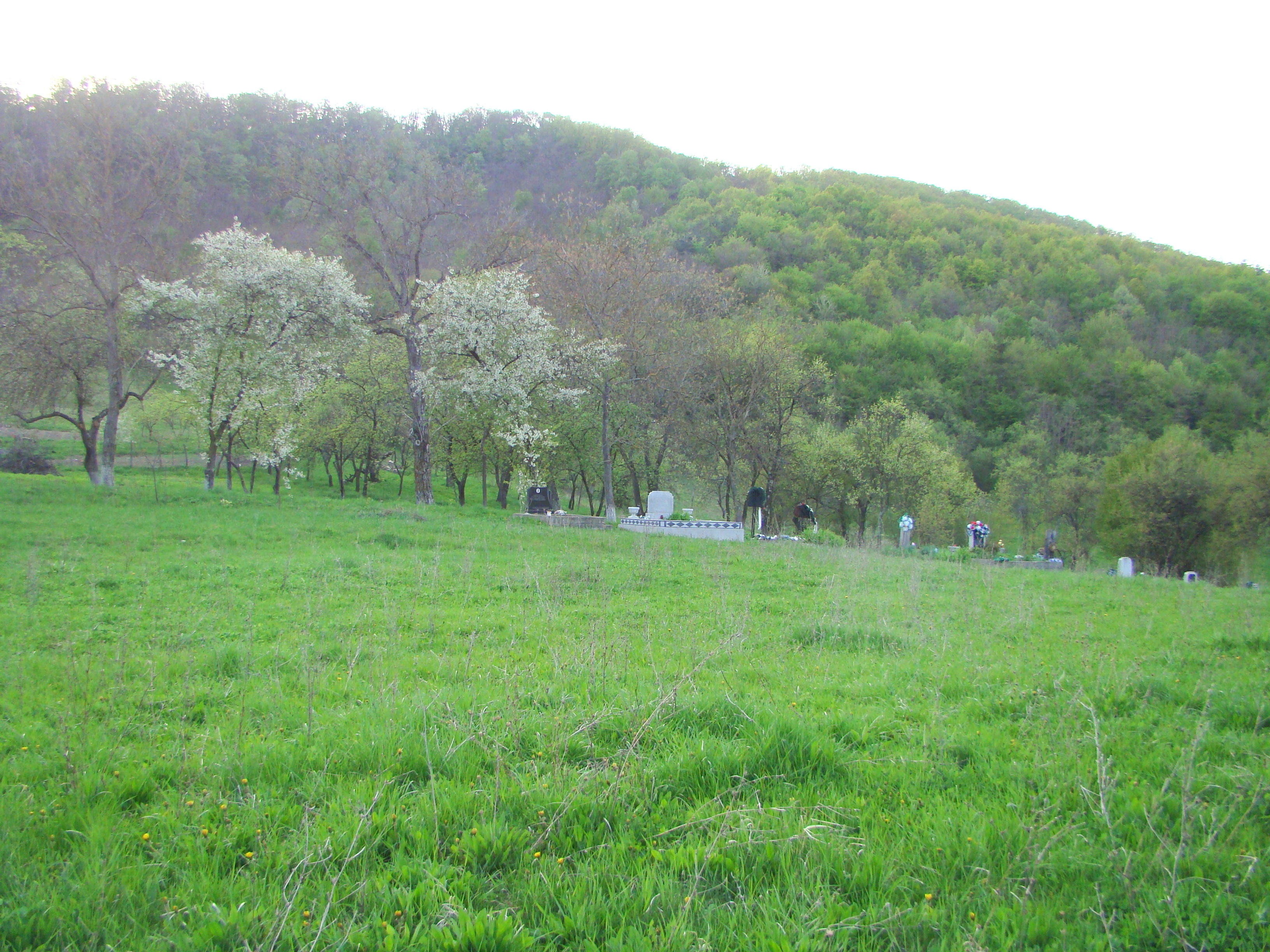
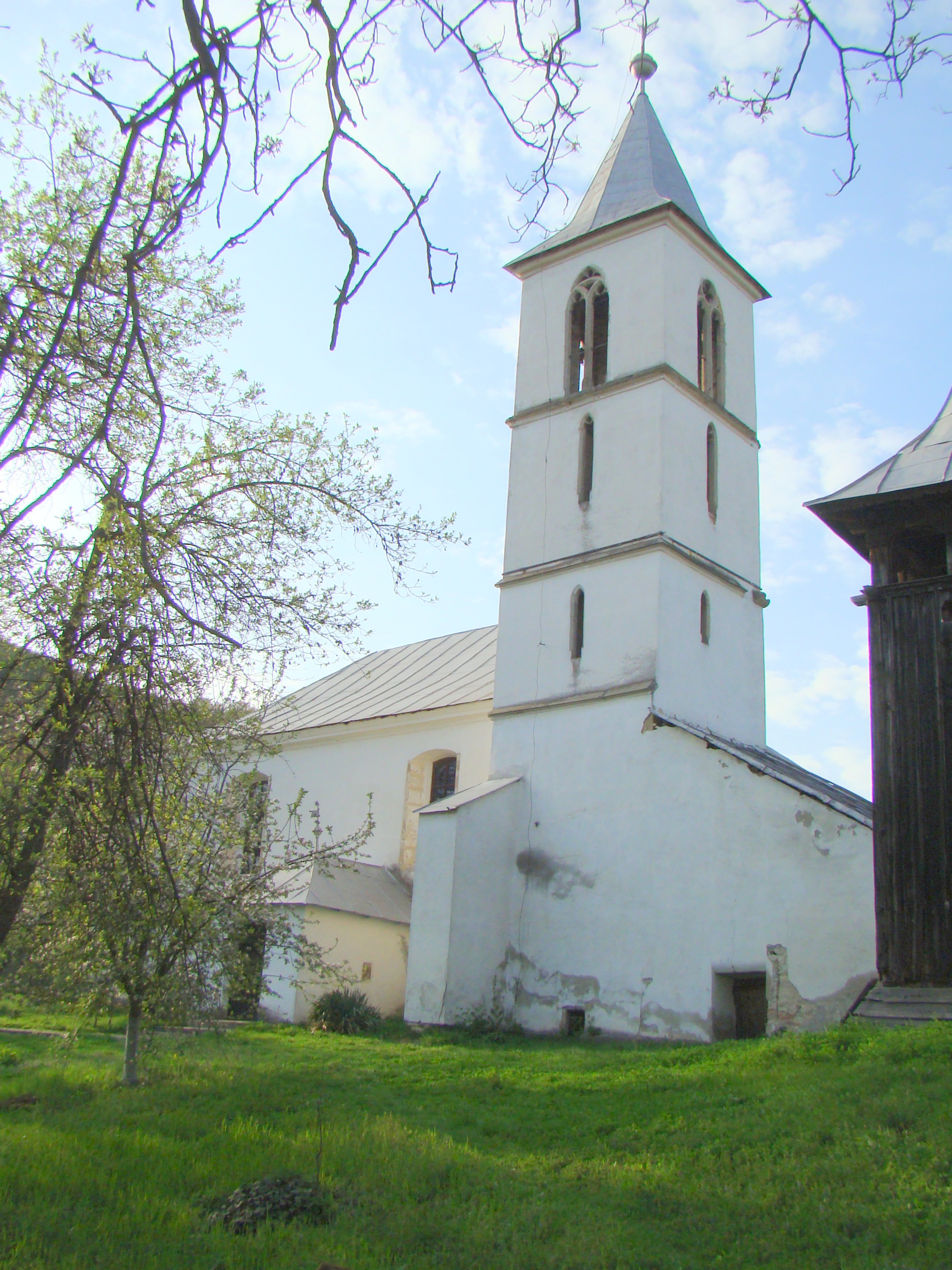
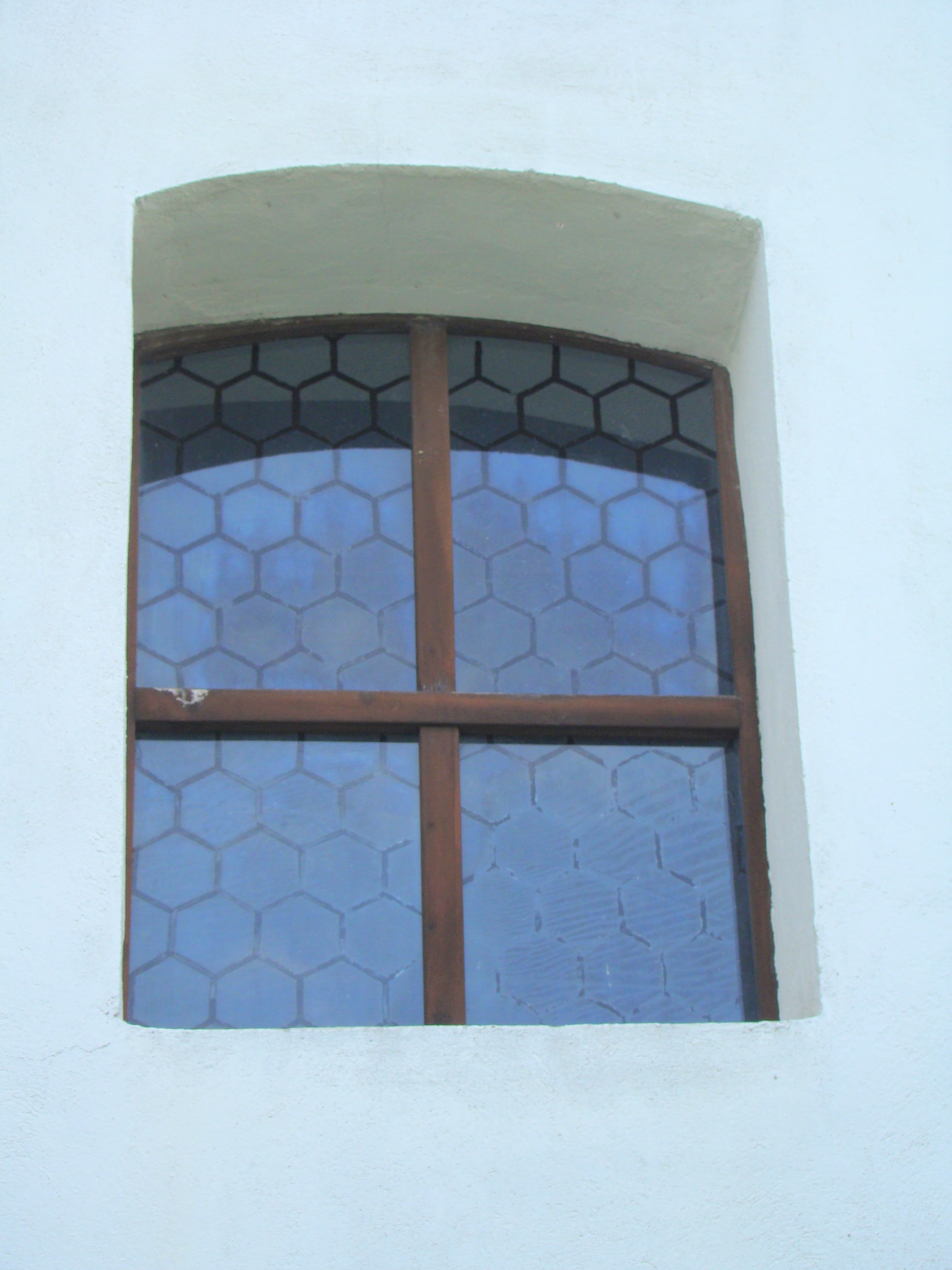
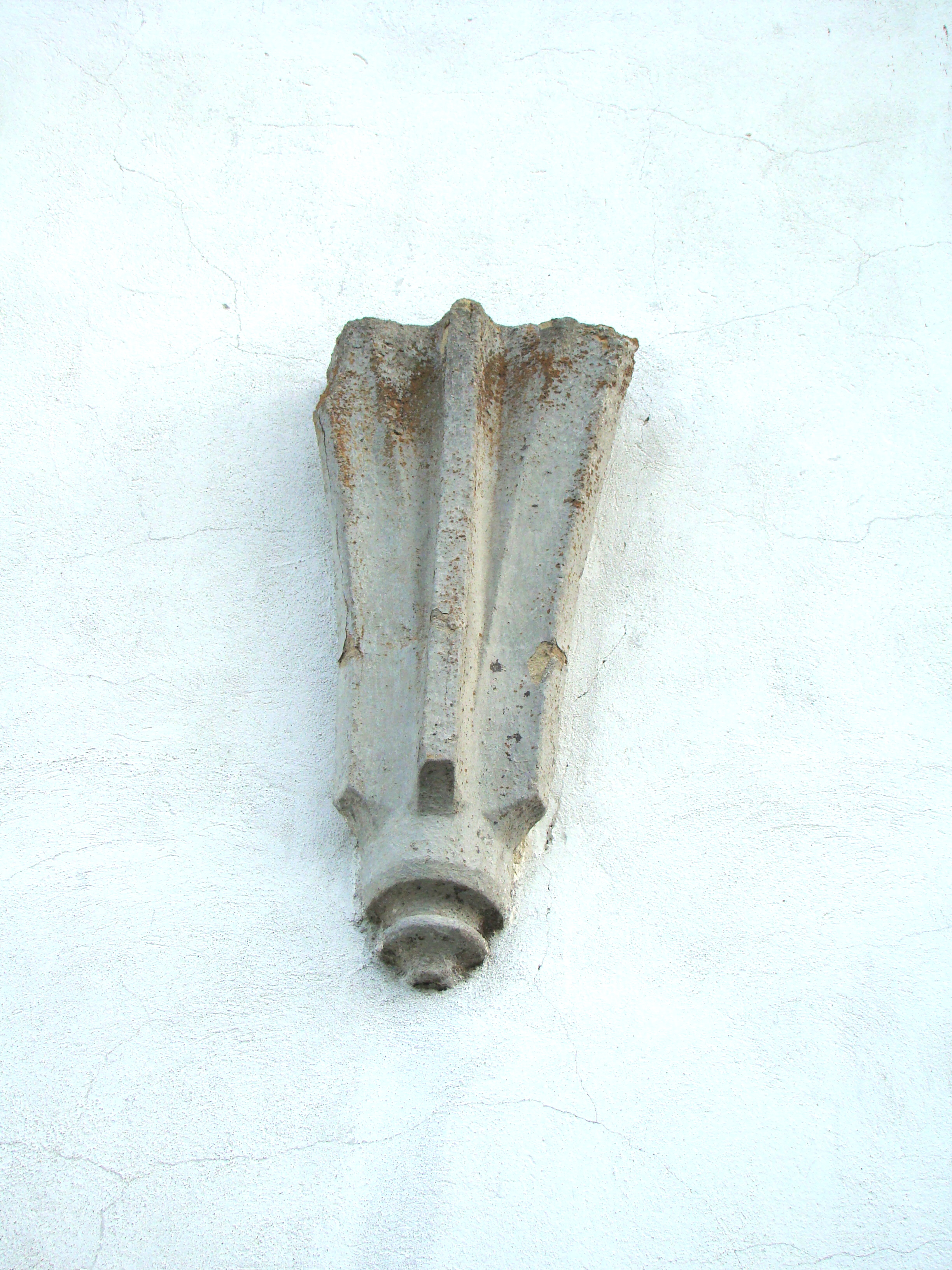
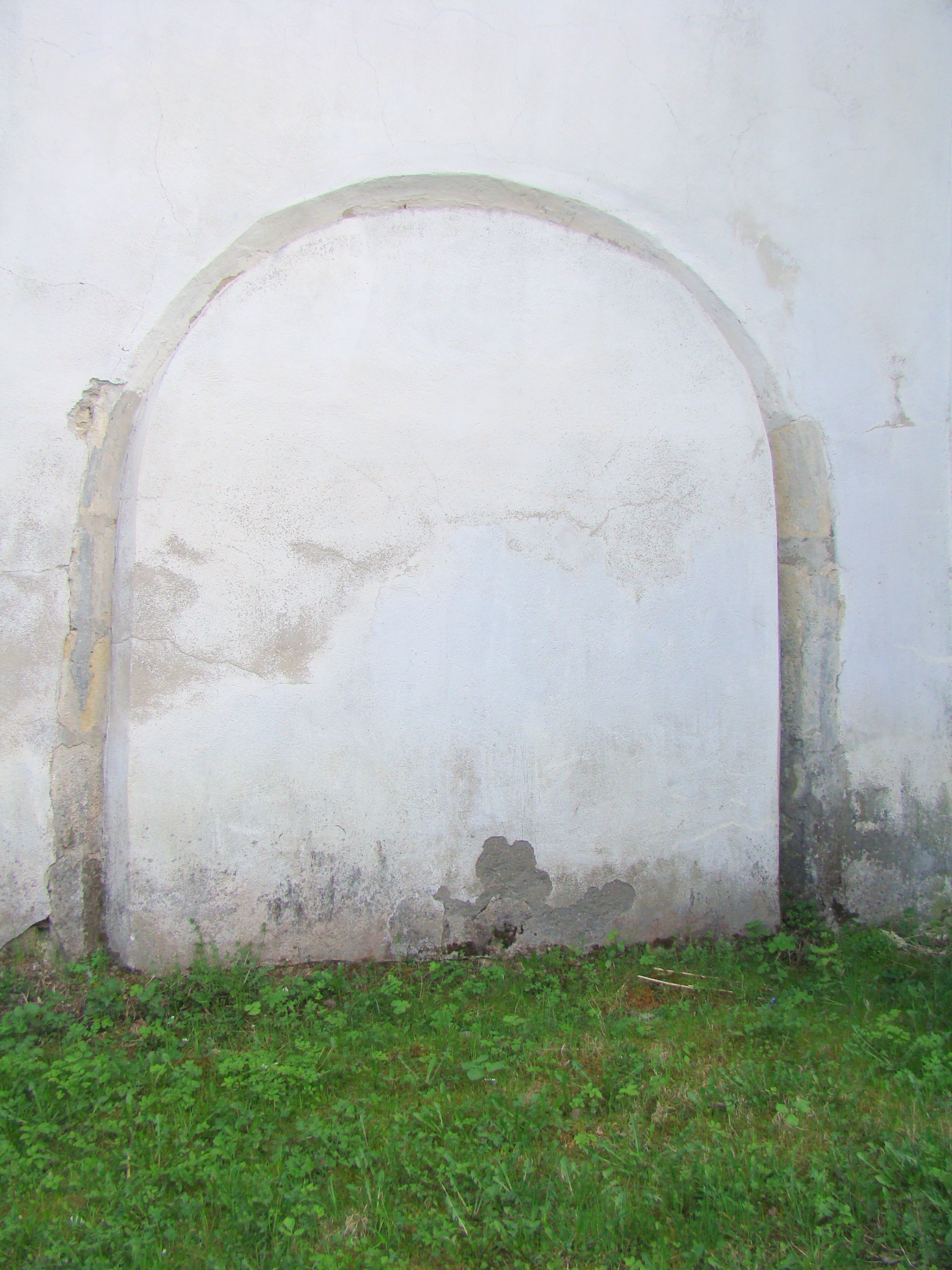
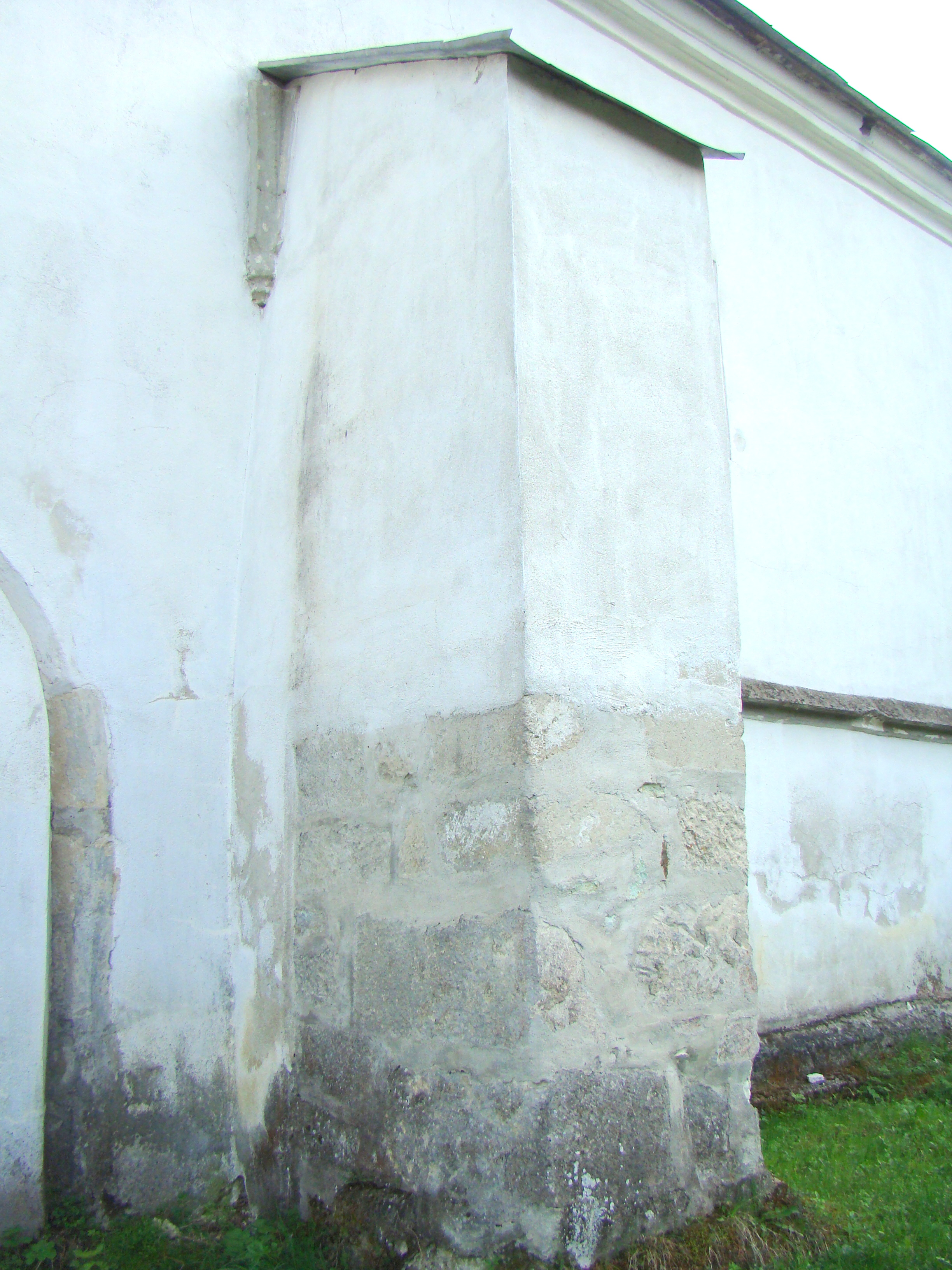
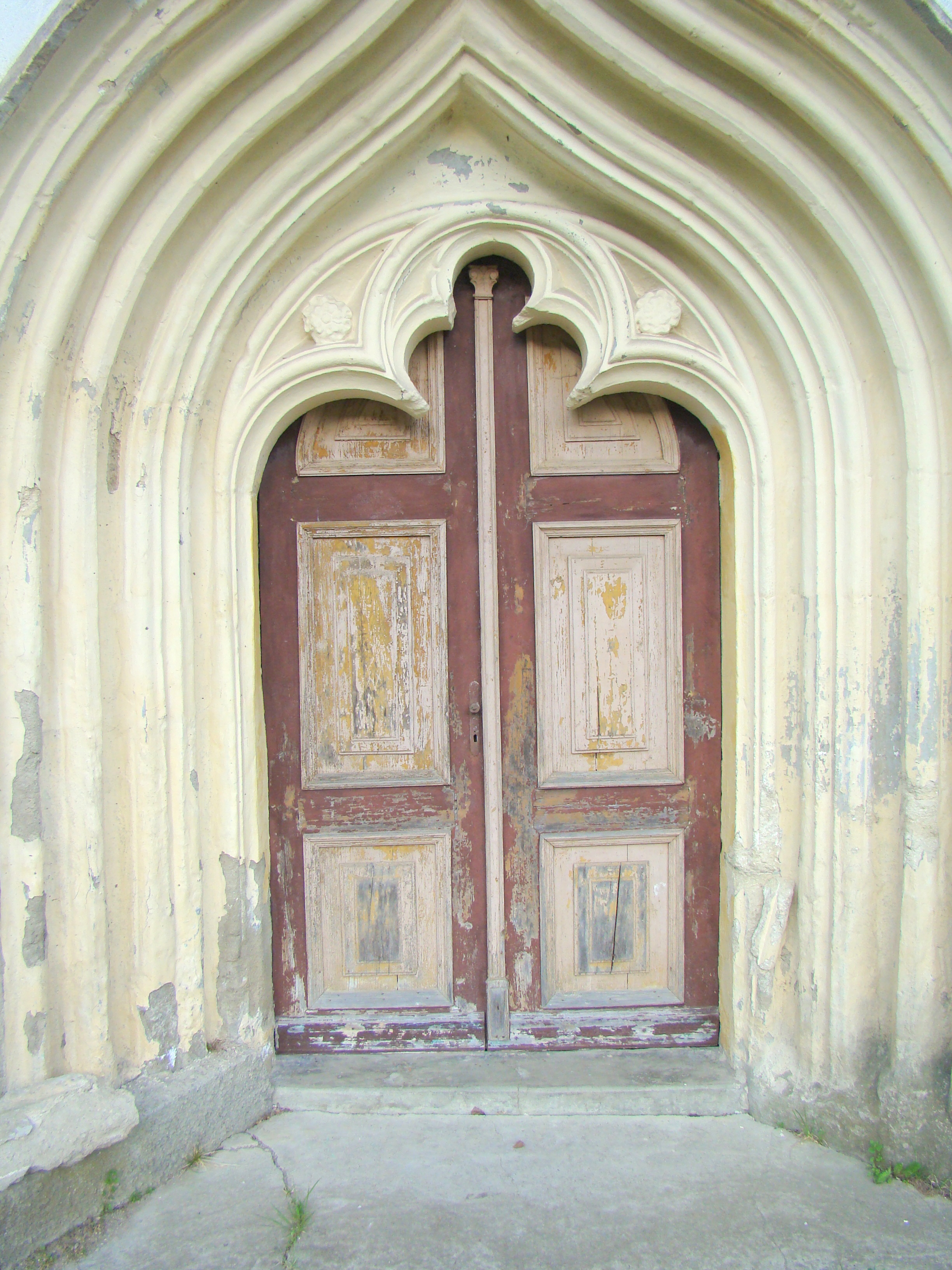
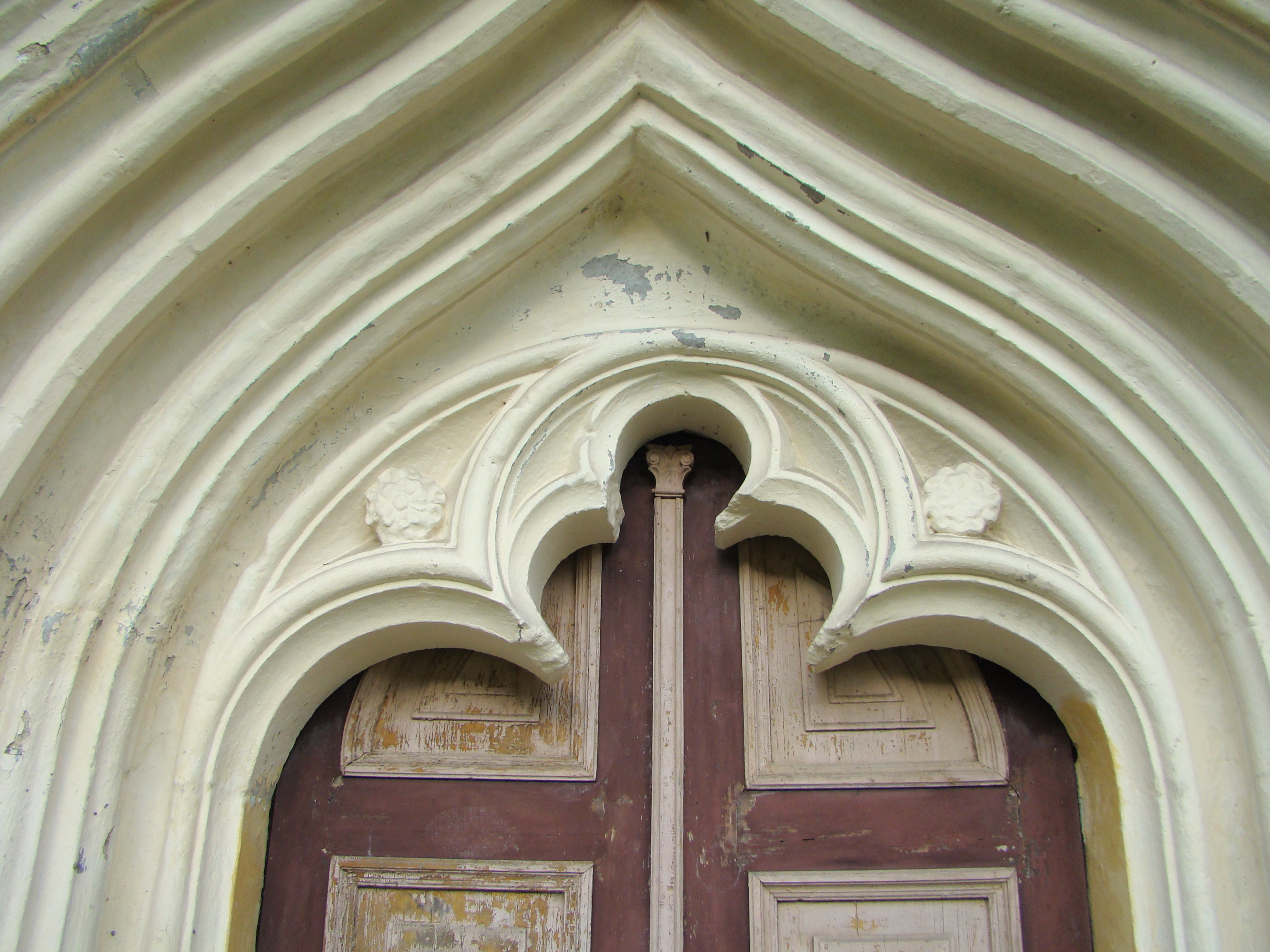
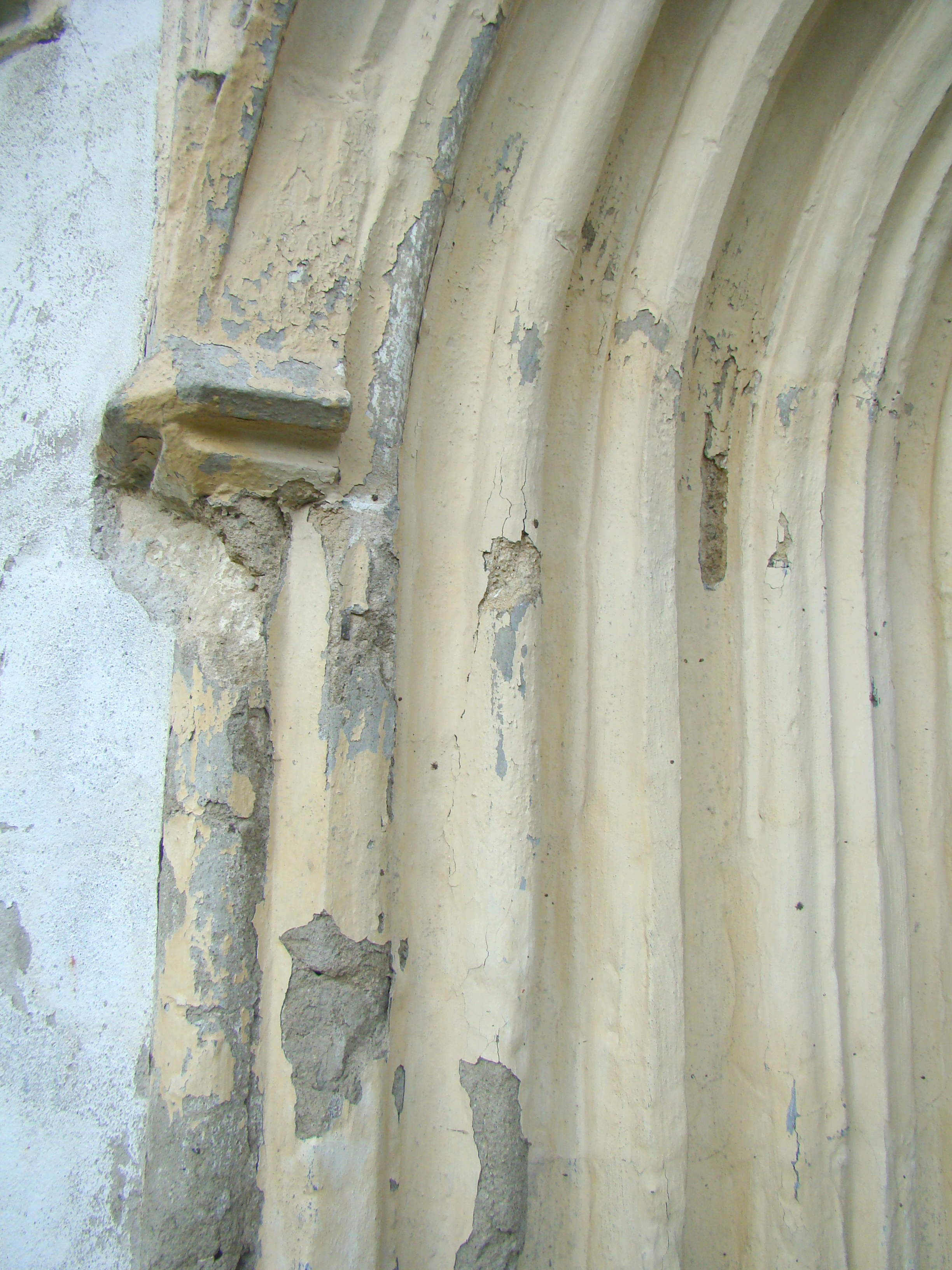
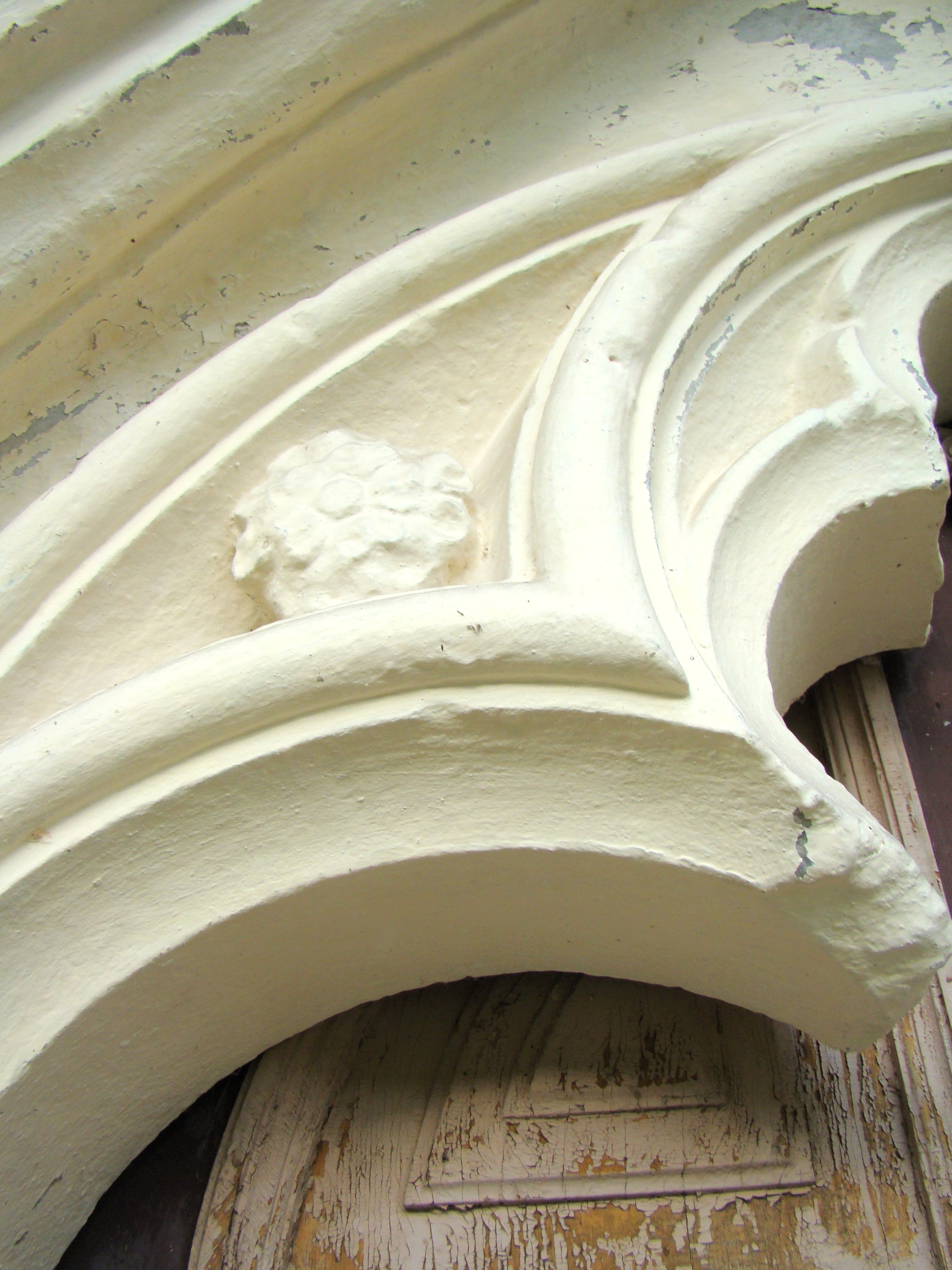
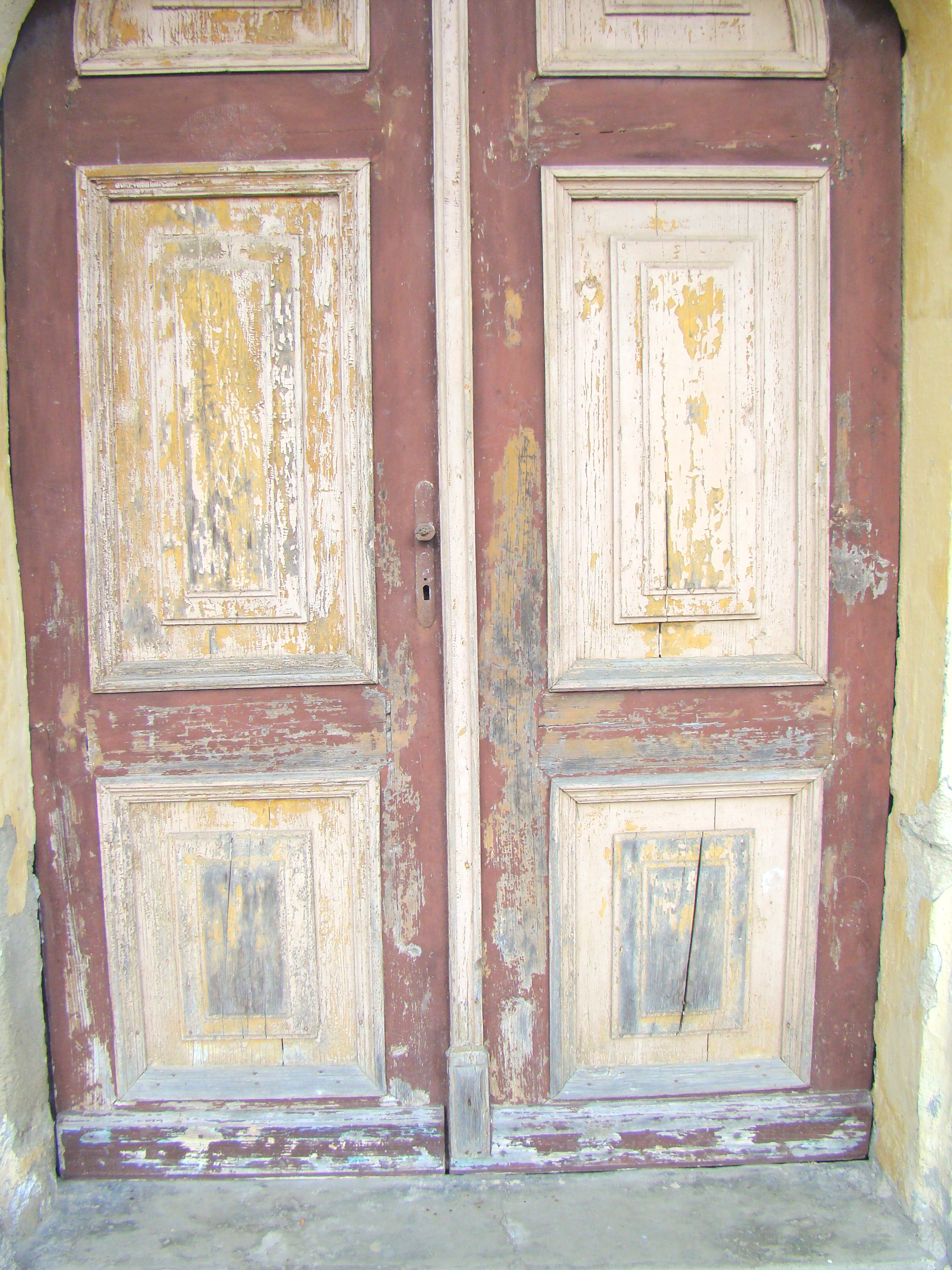
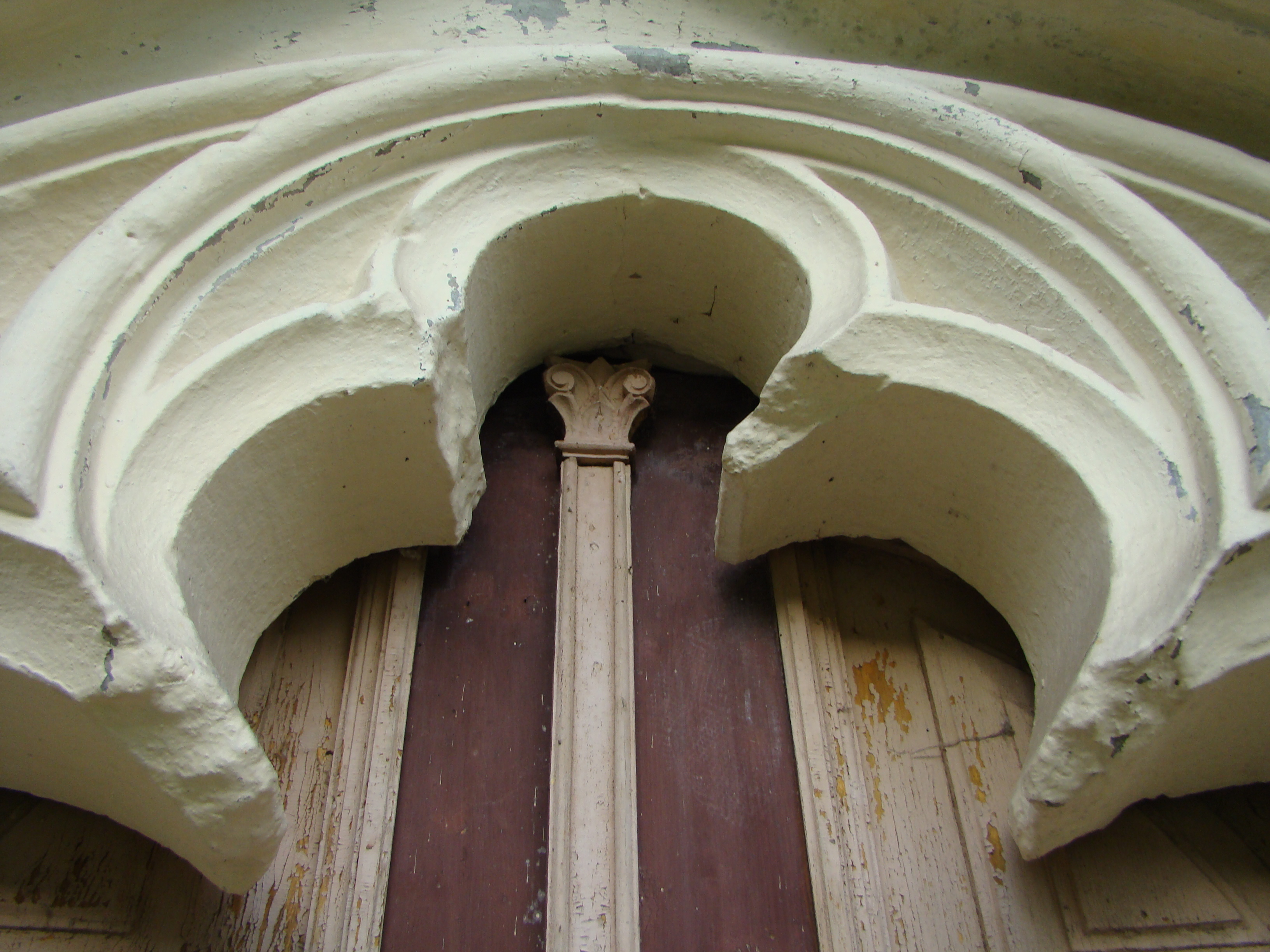
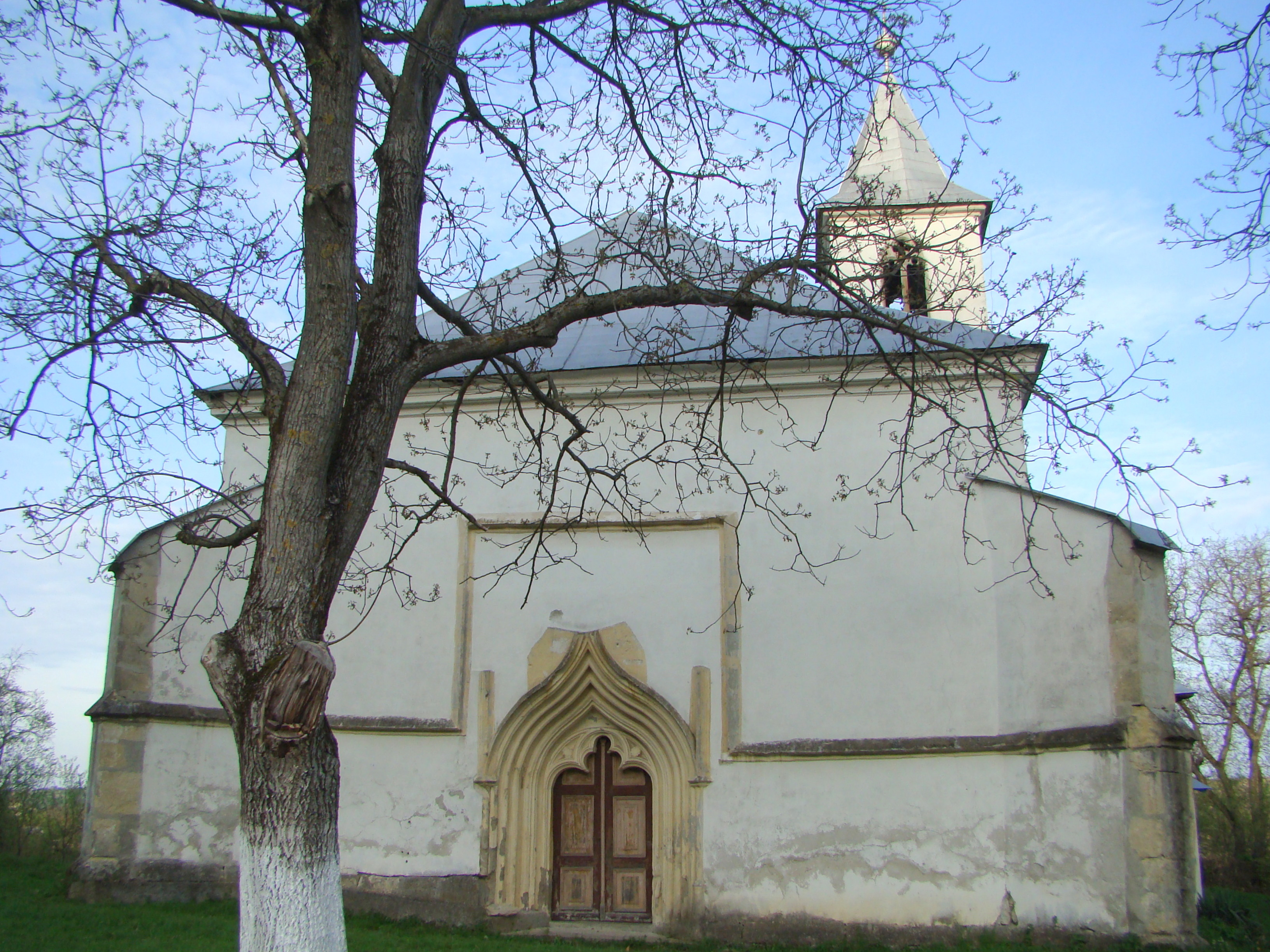
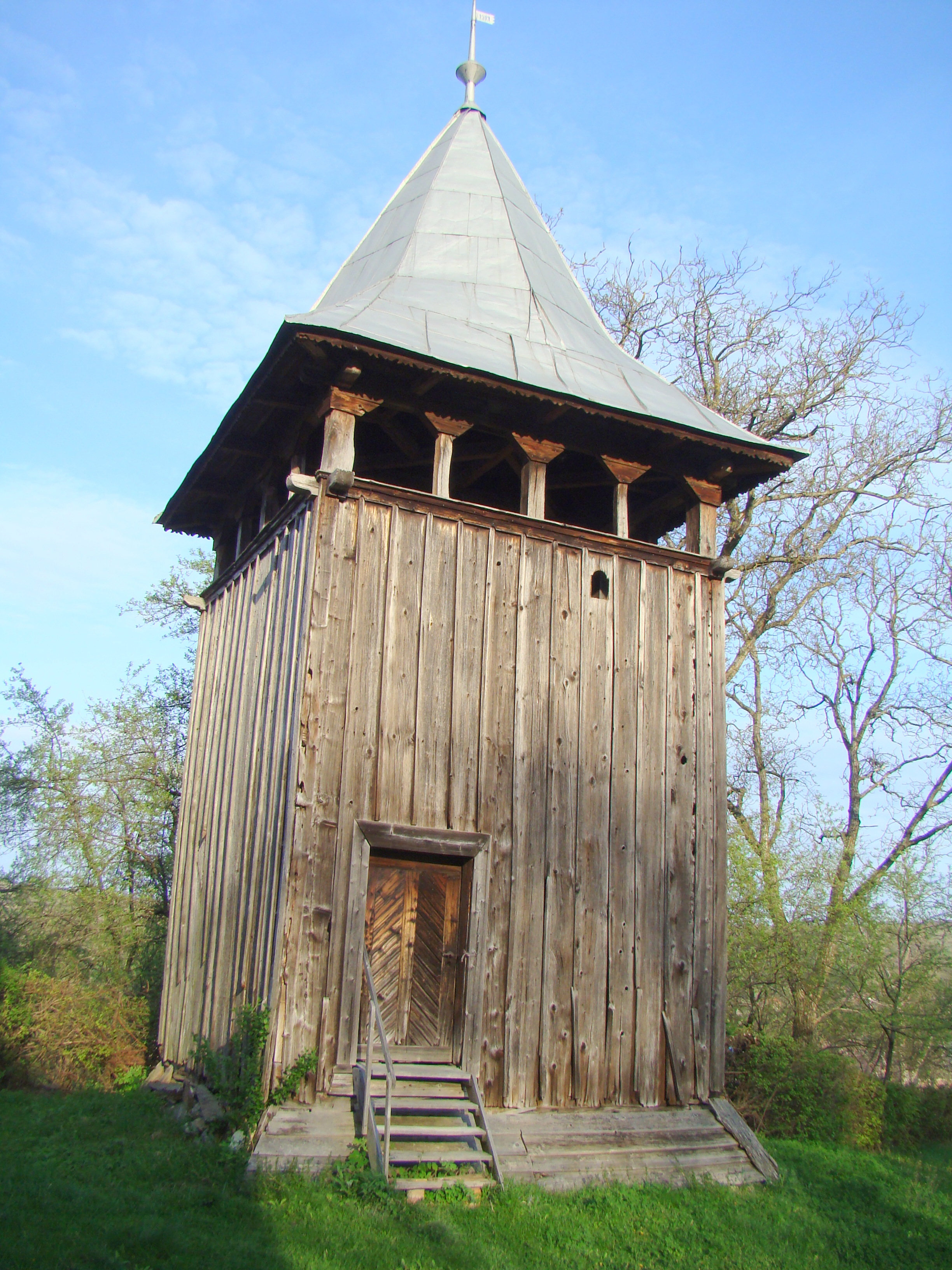
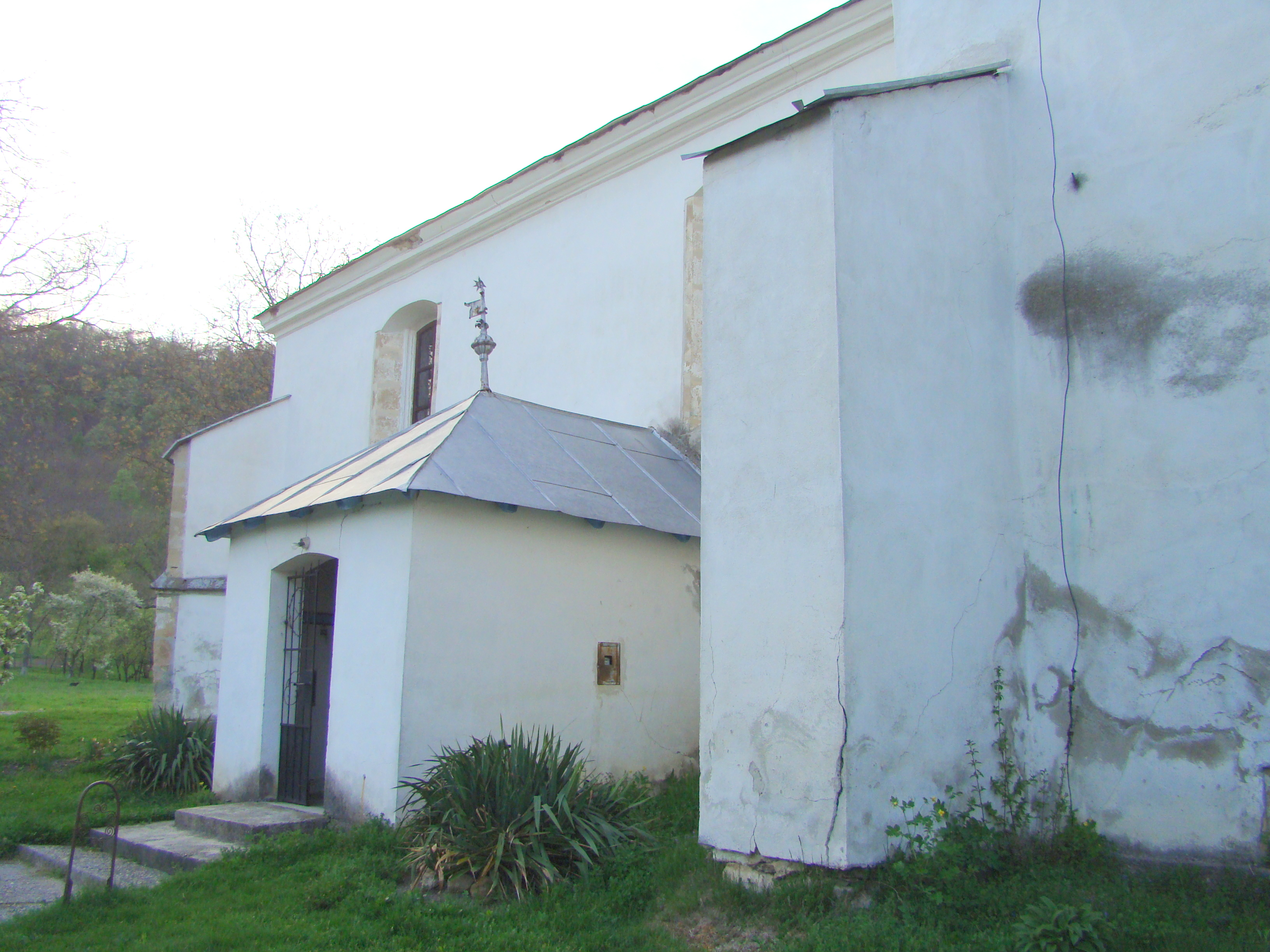
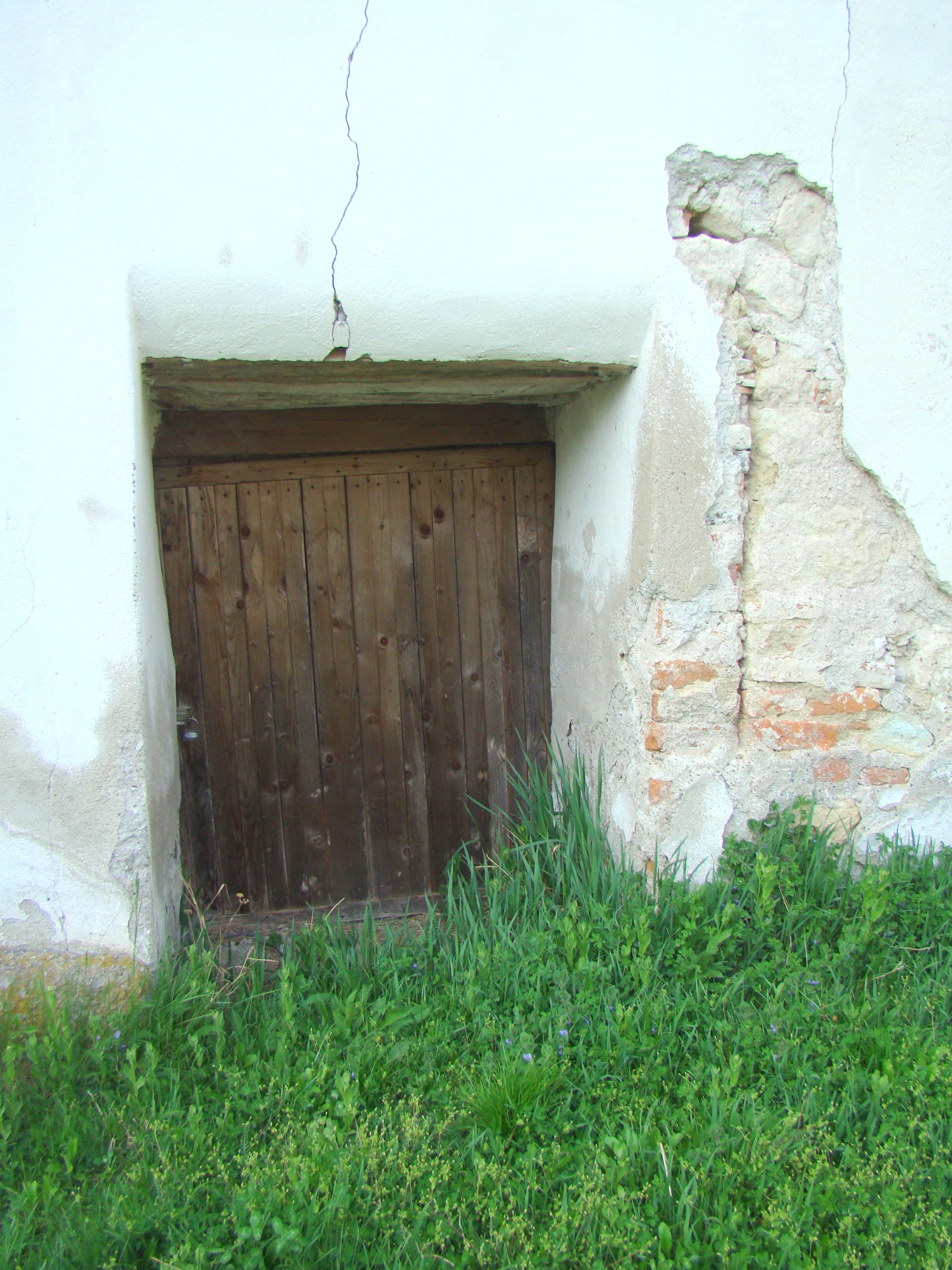
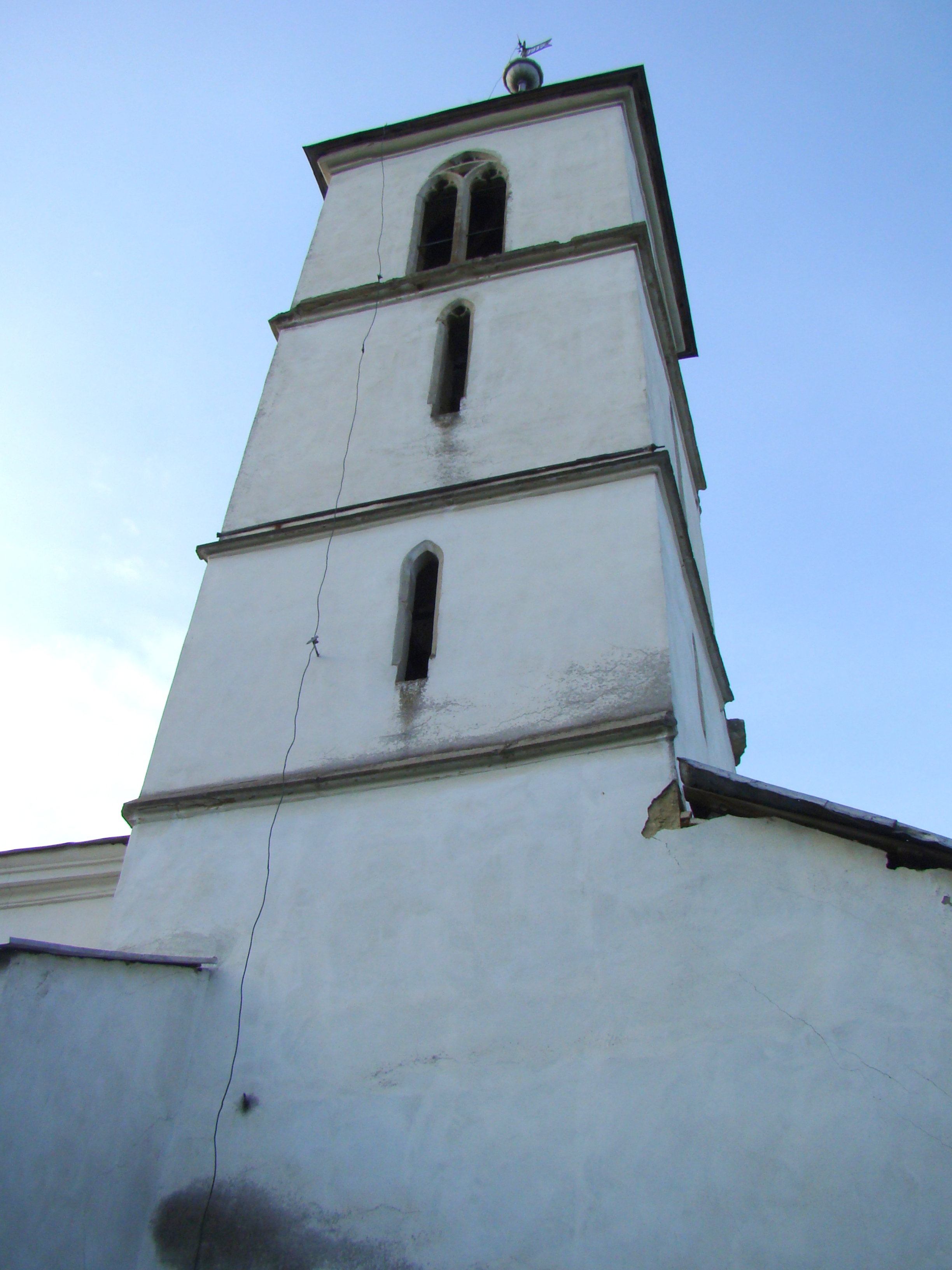
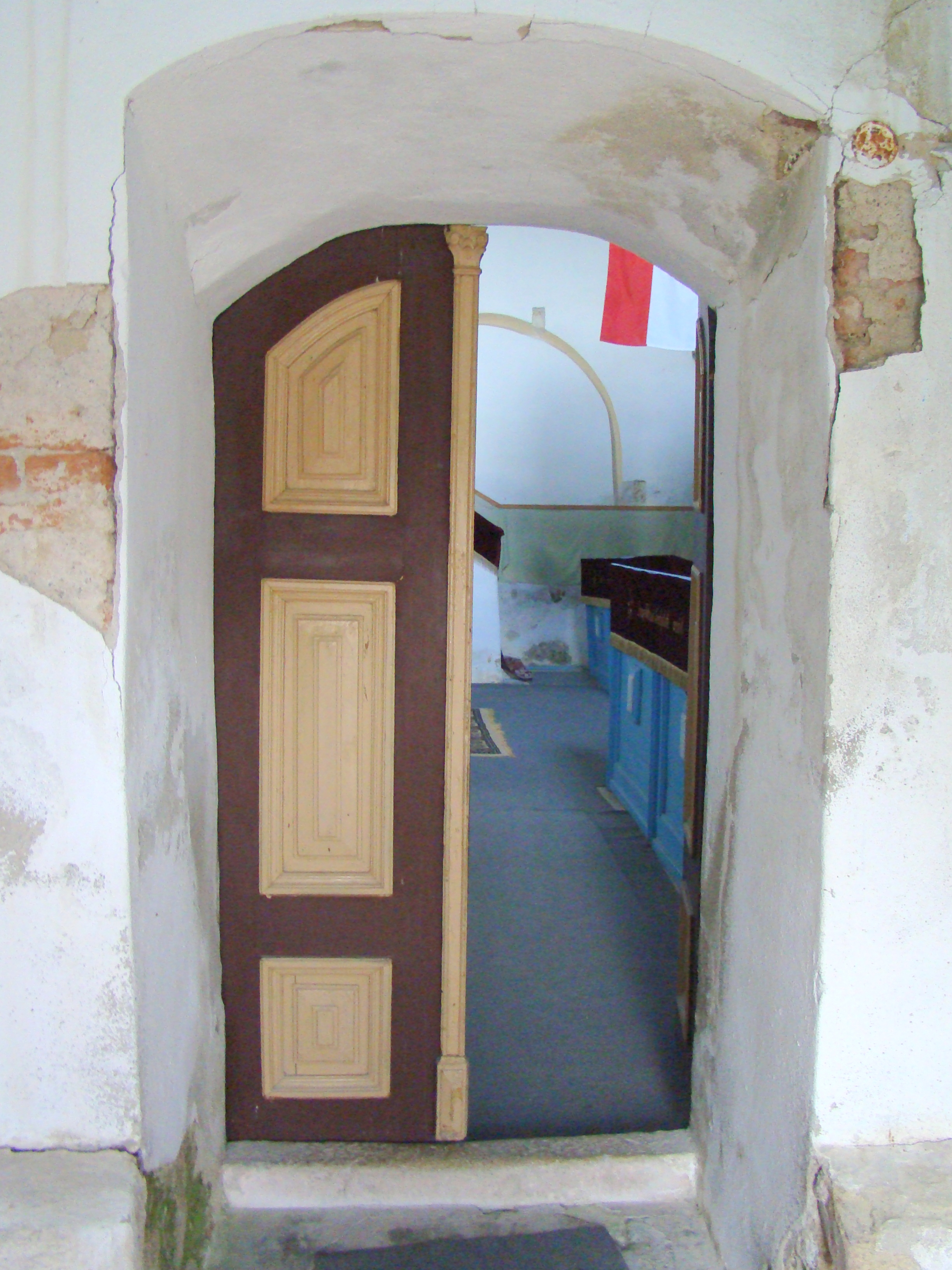
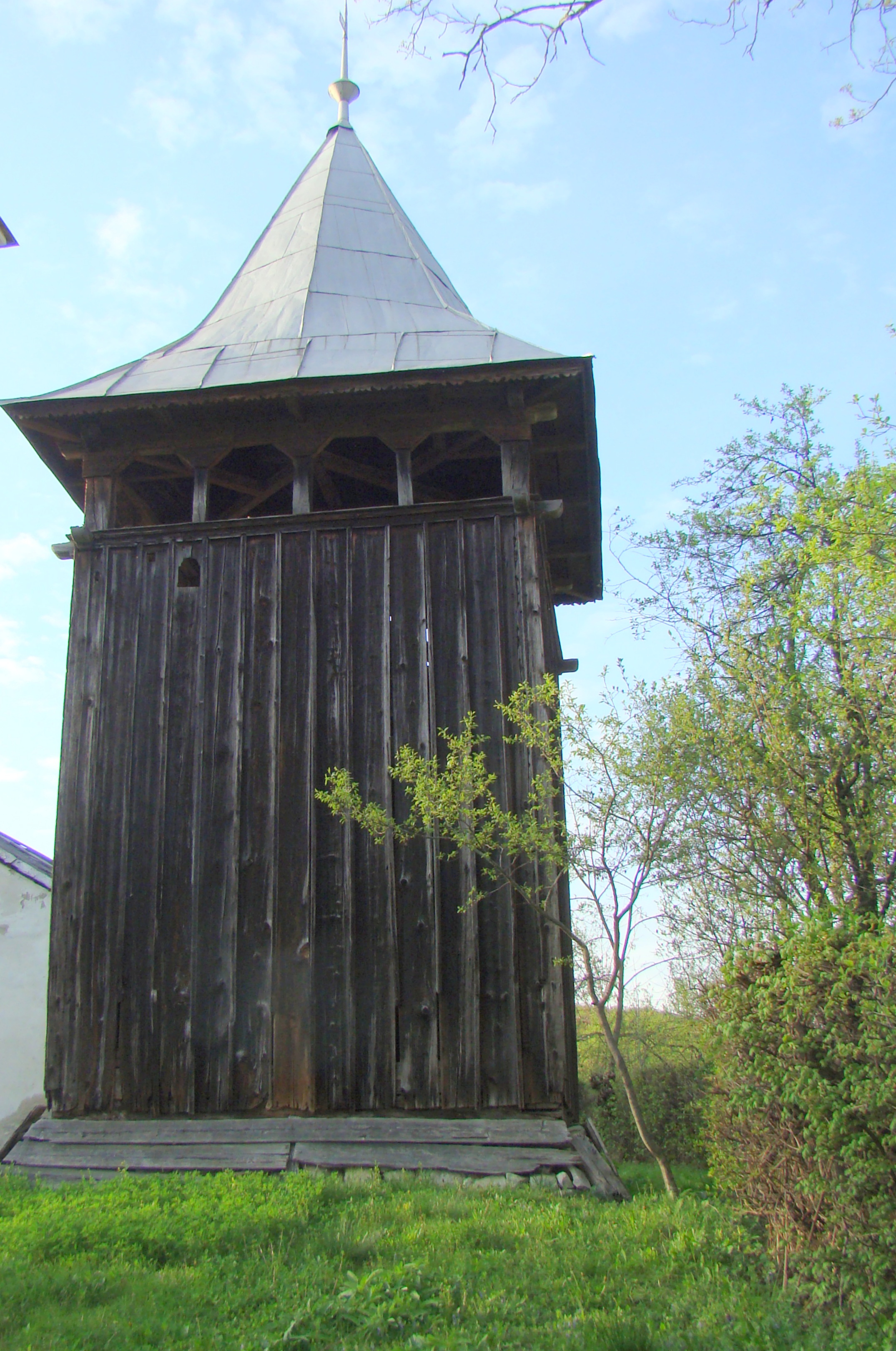

## Imagini din interior

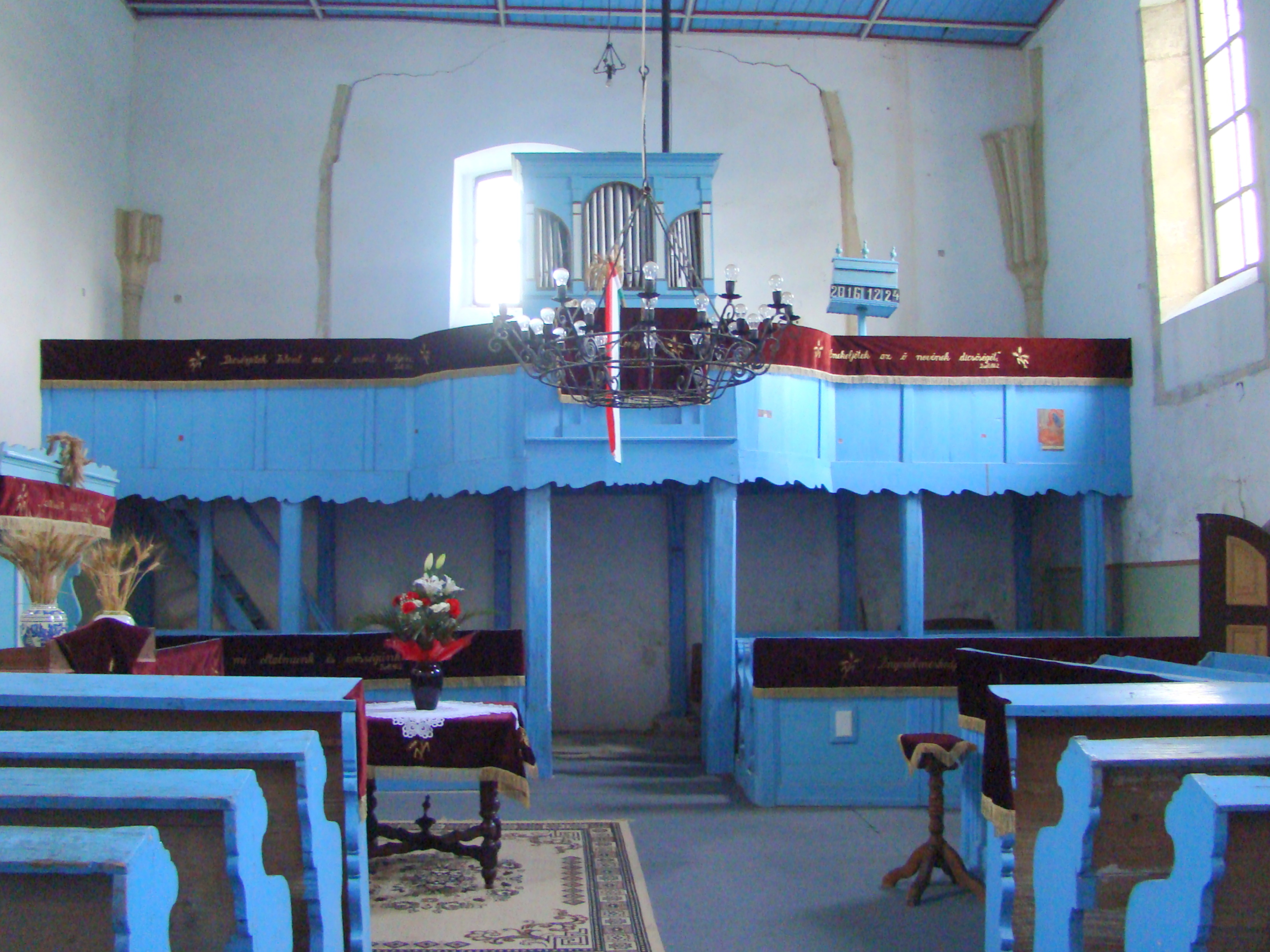
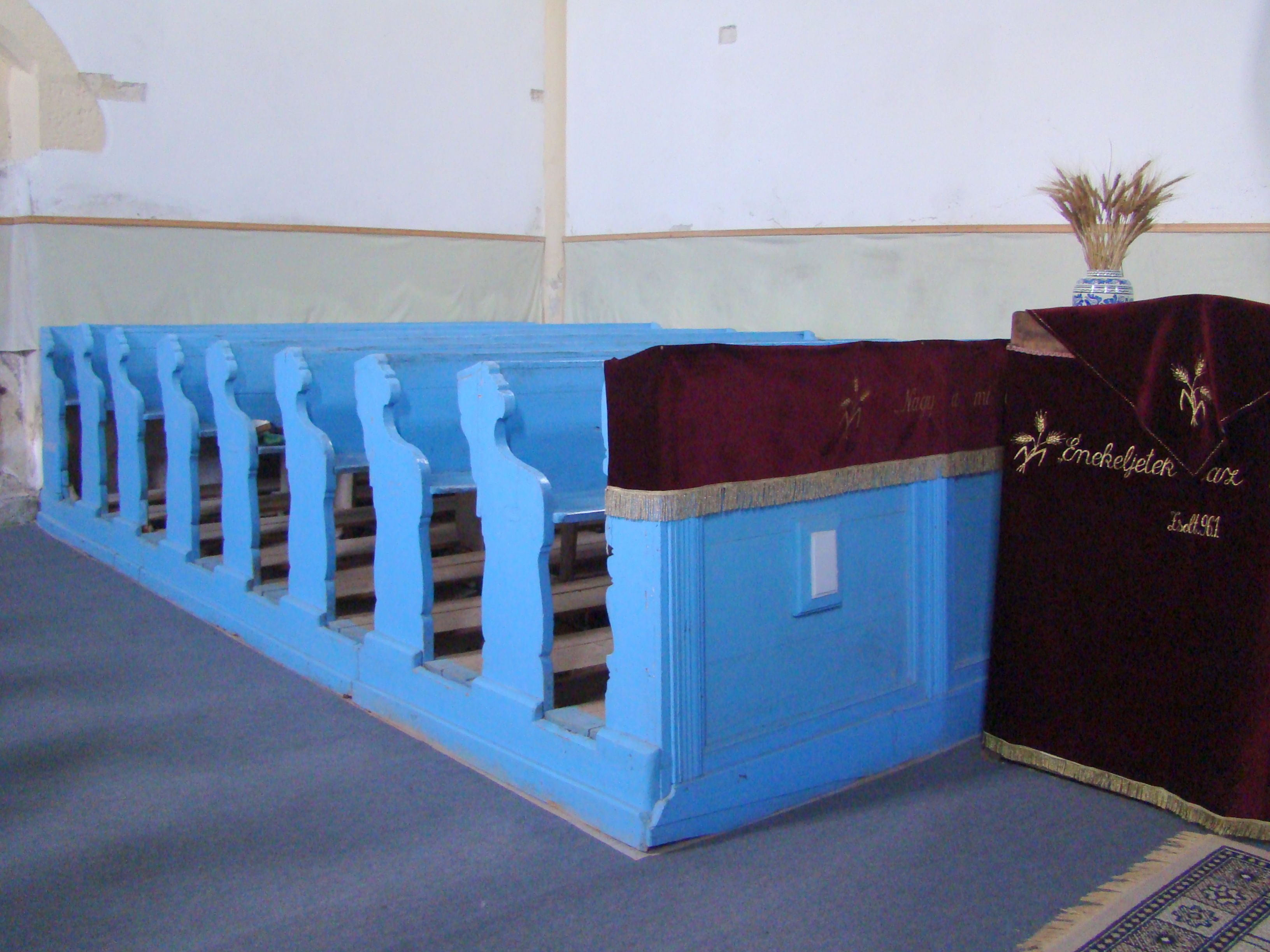
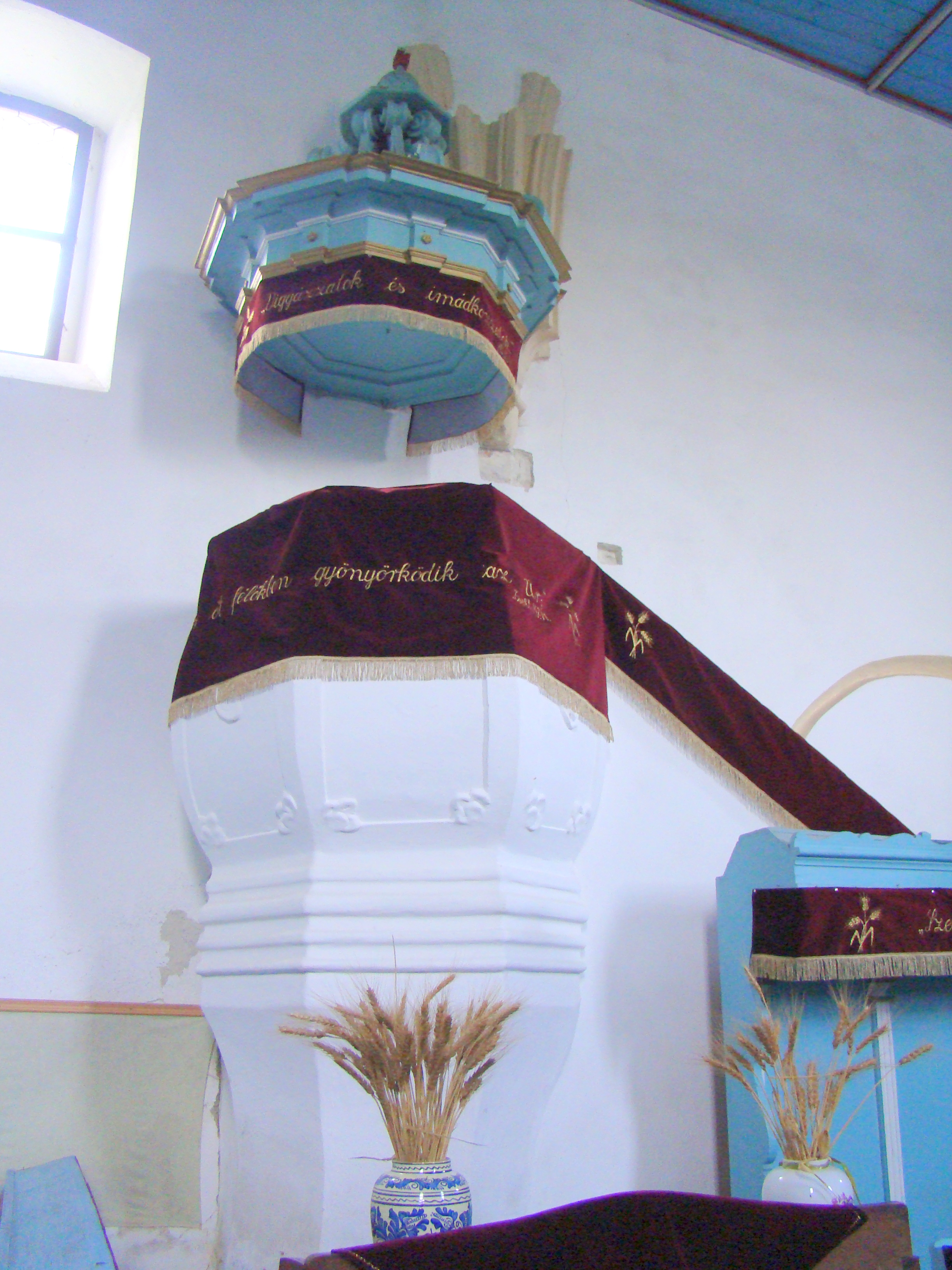
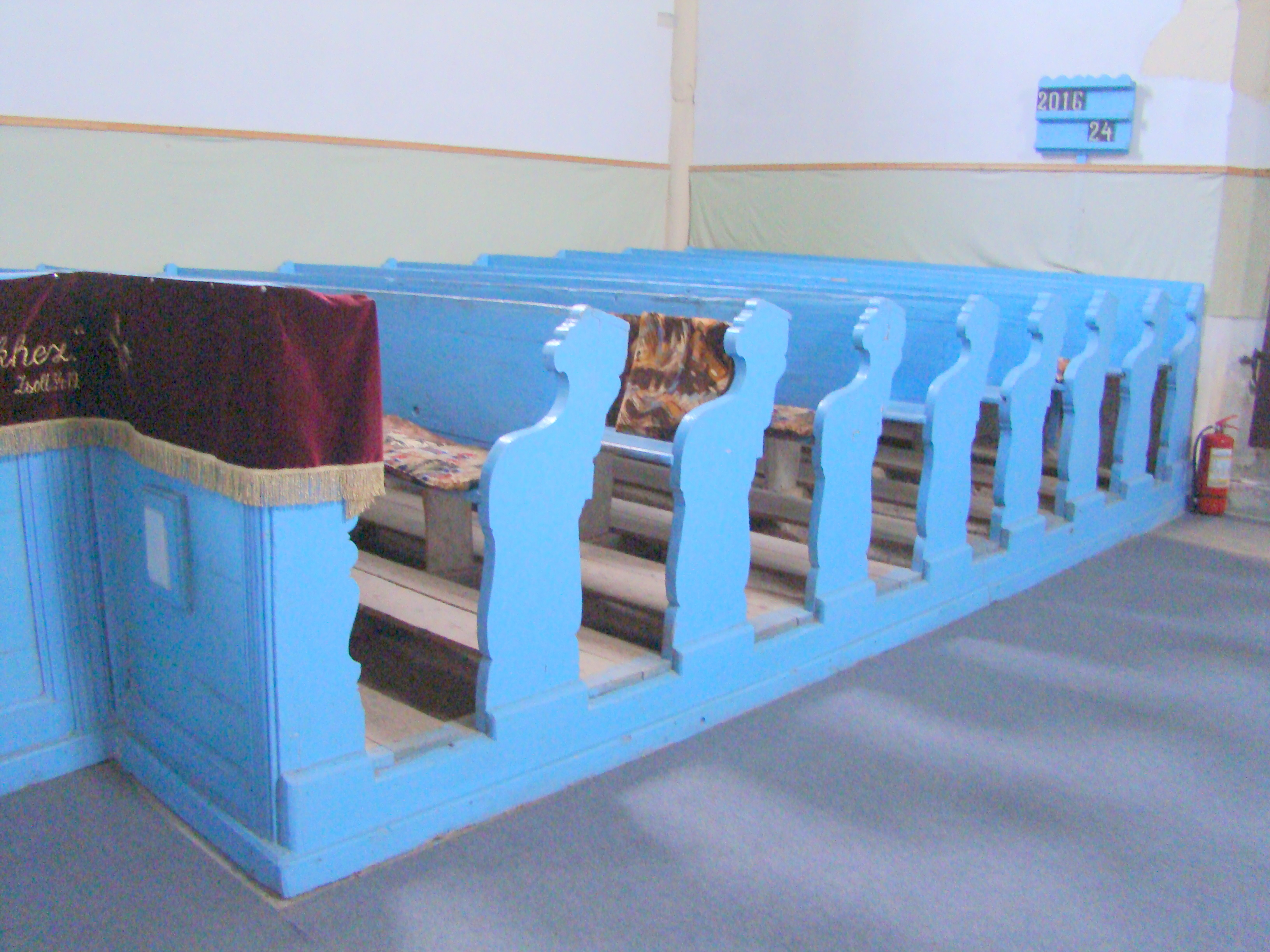
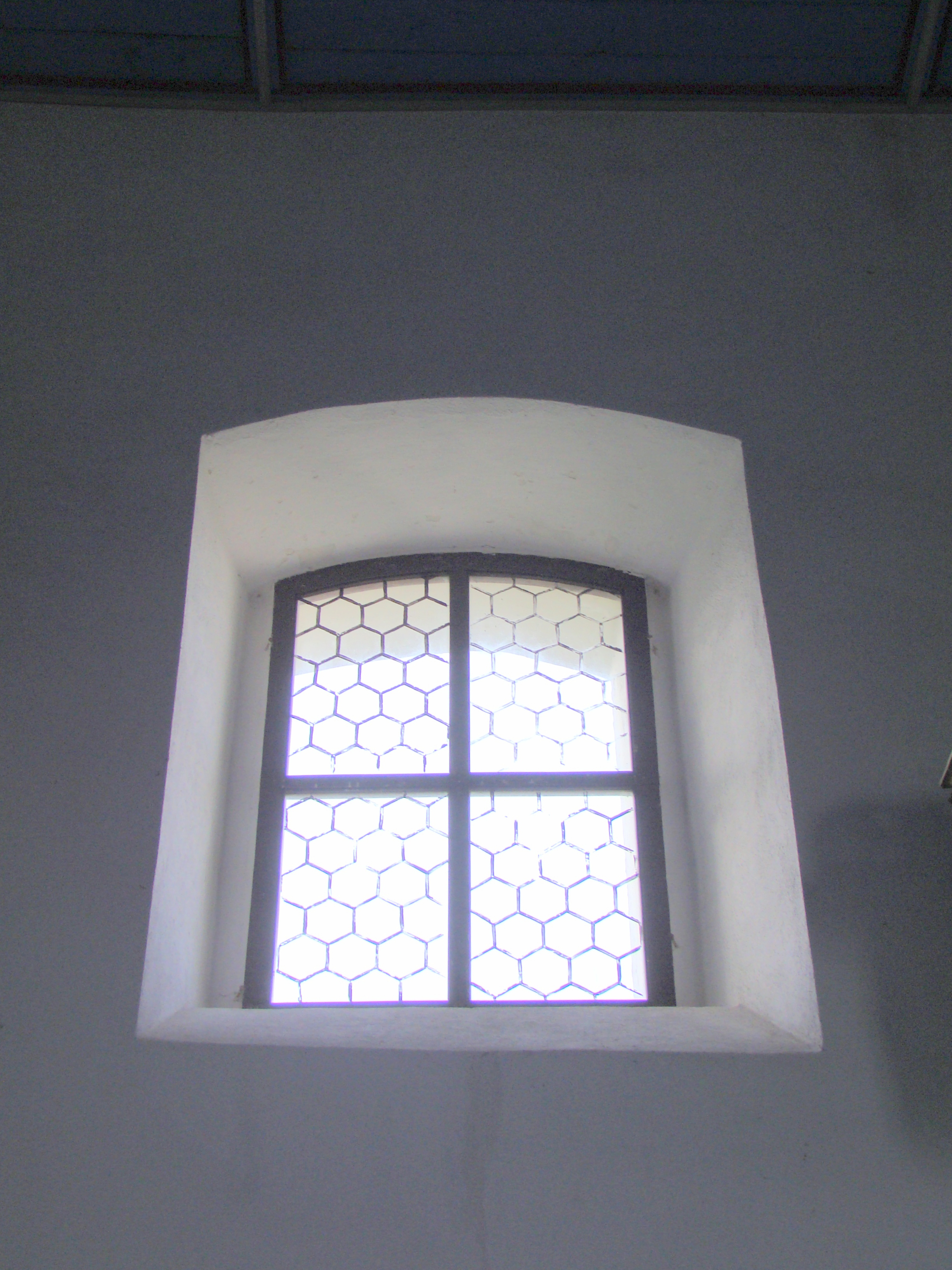
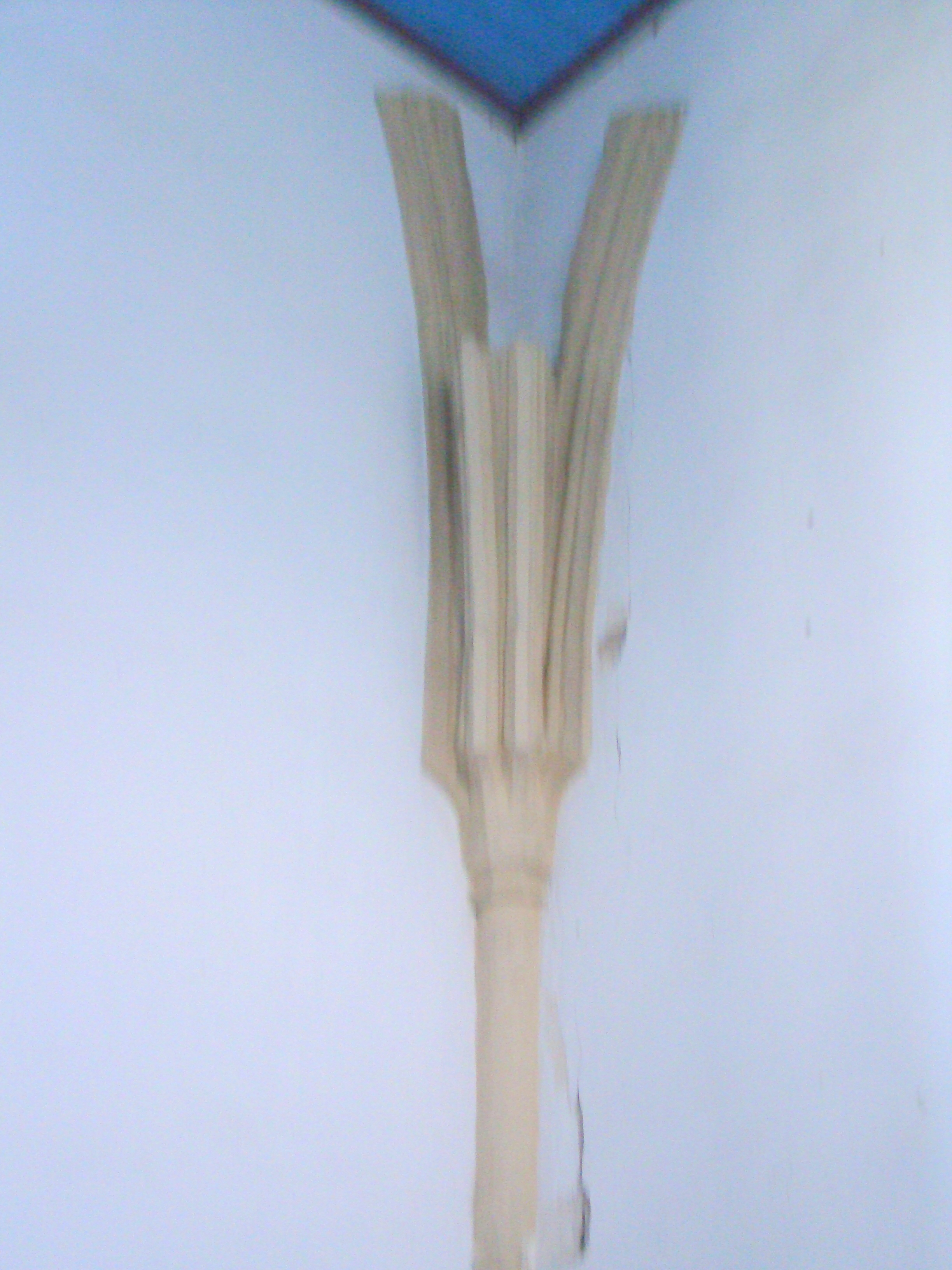
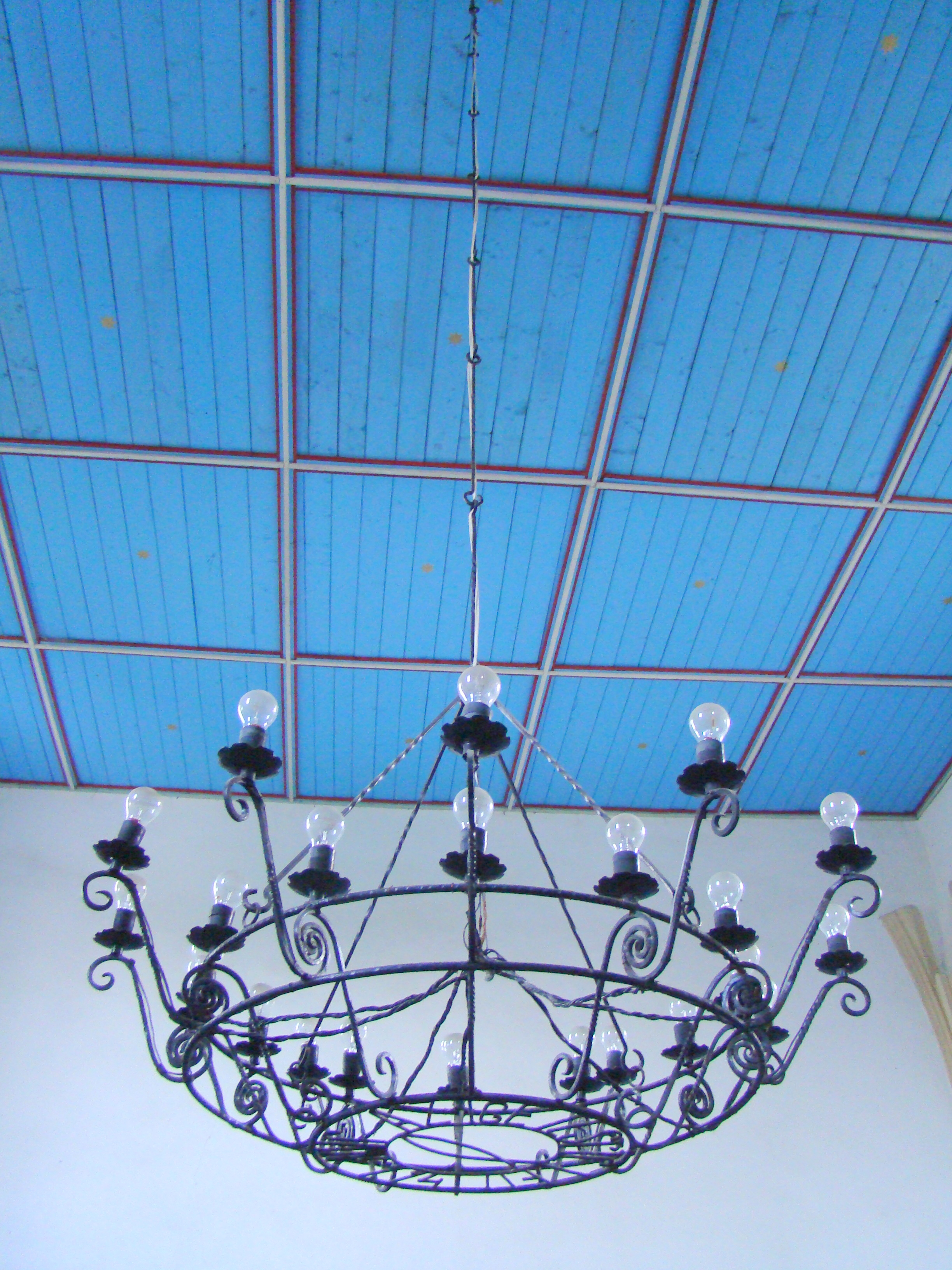
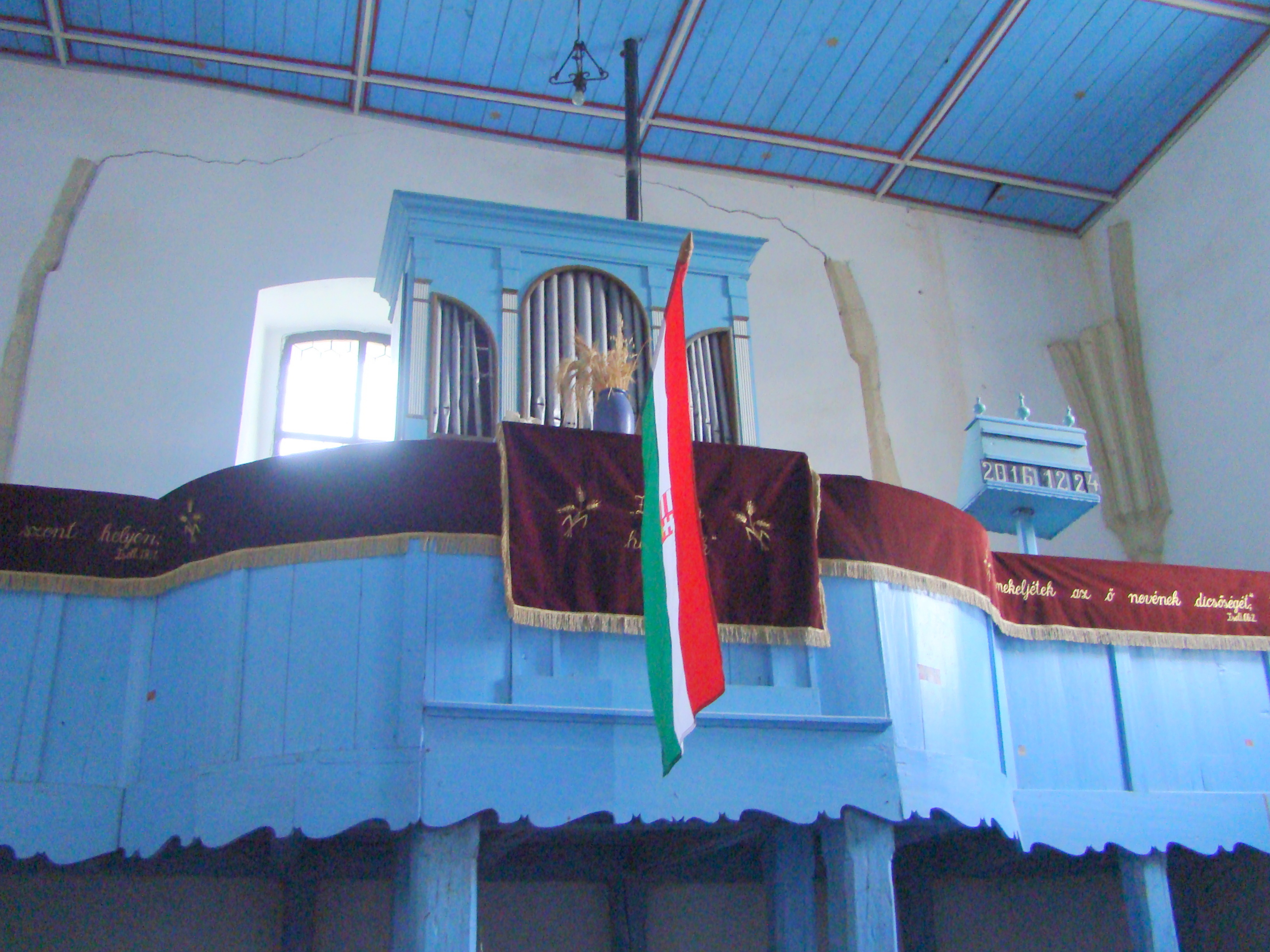
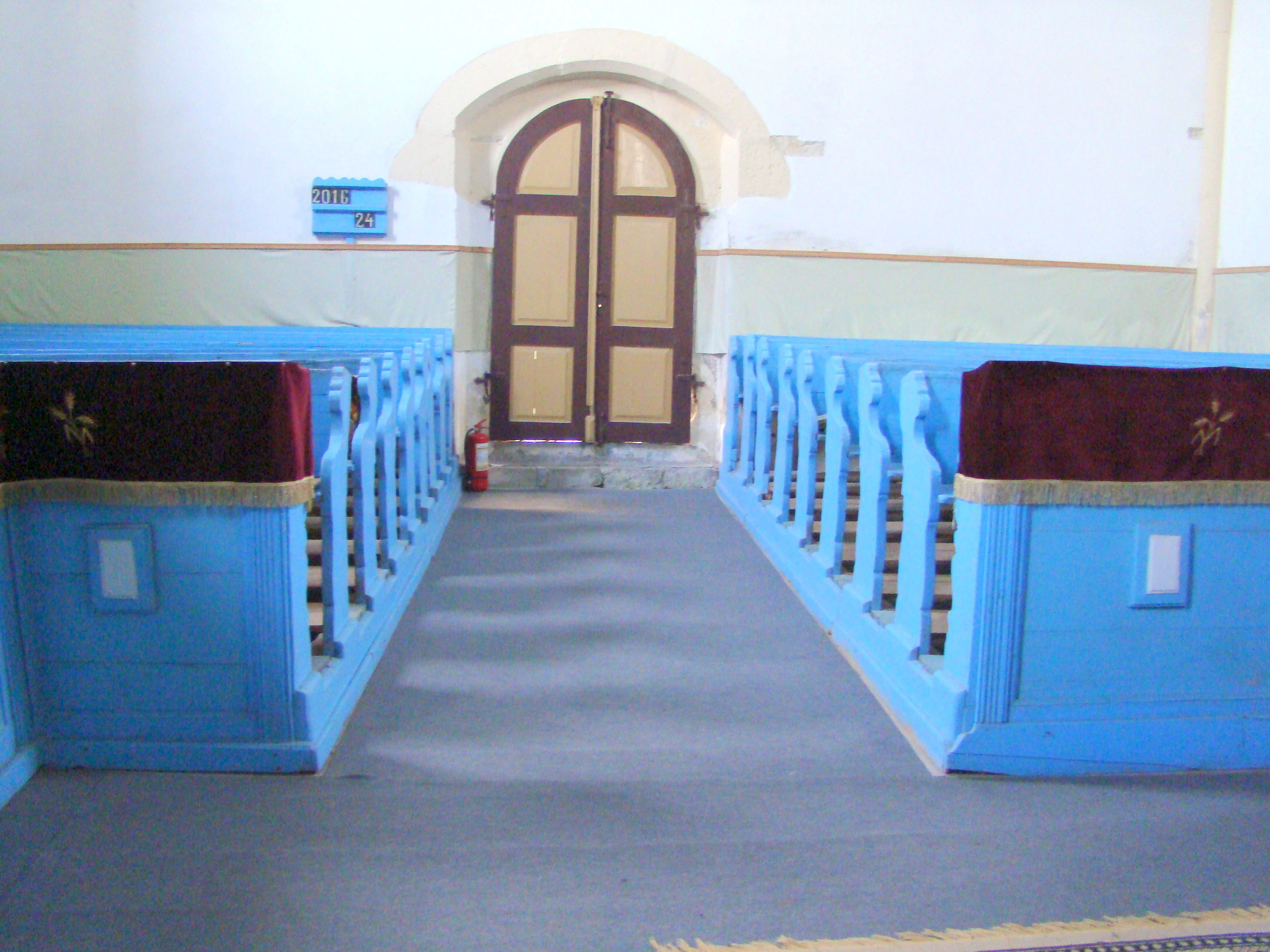
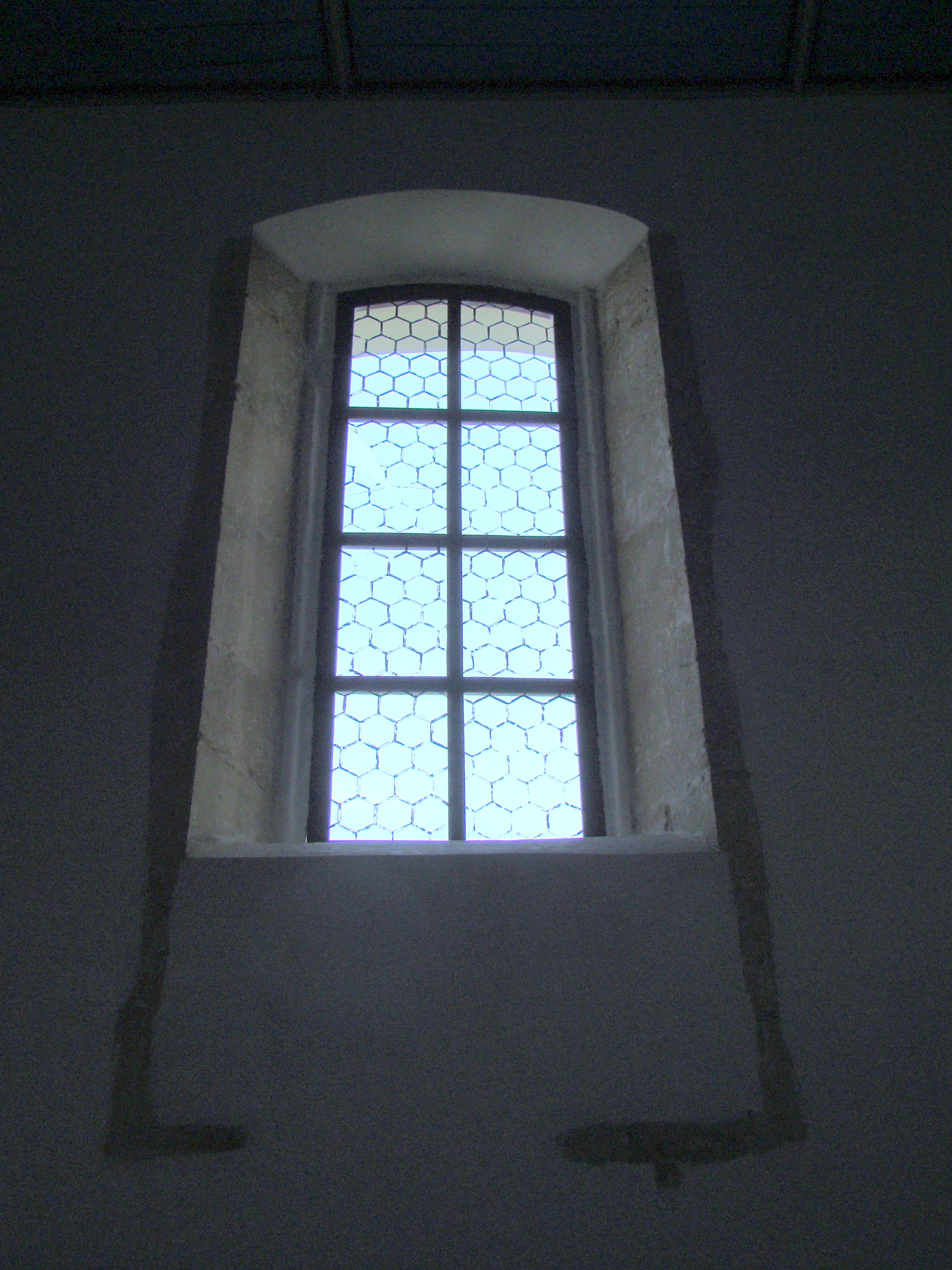
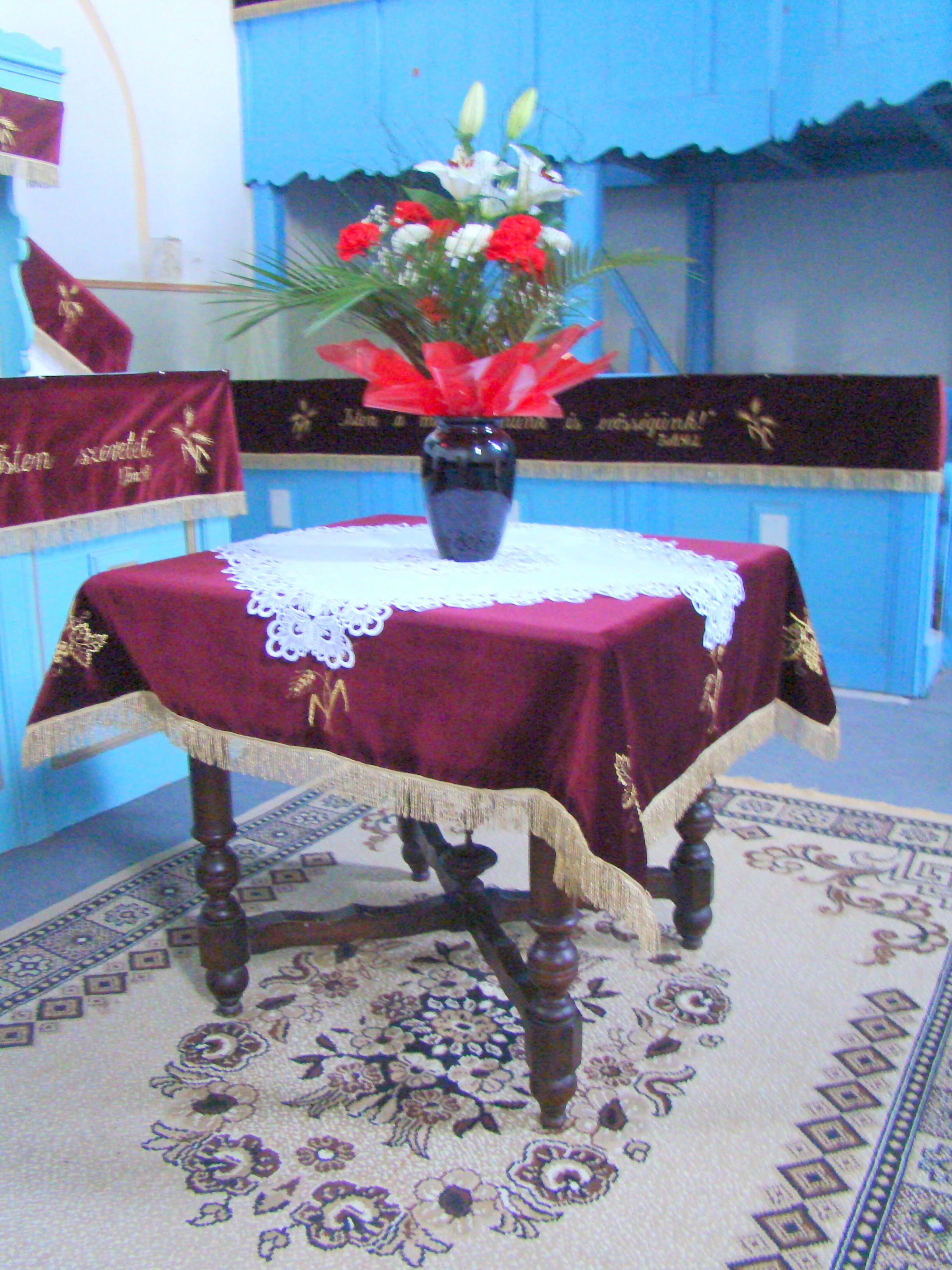
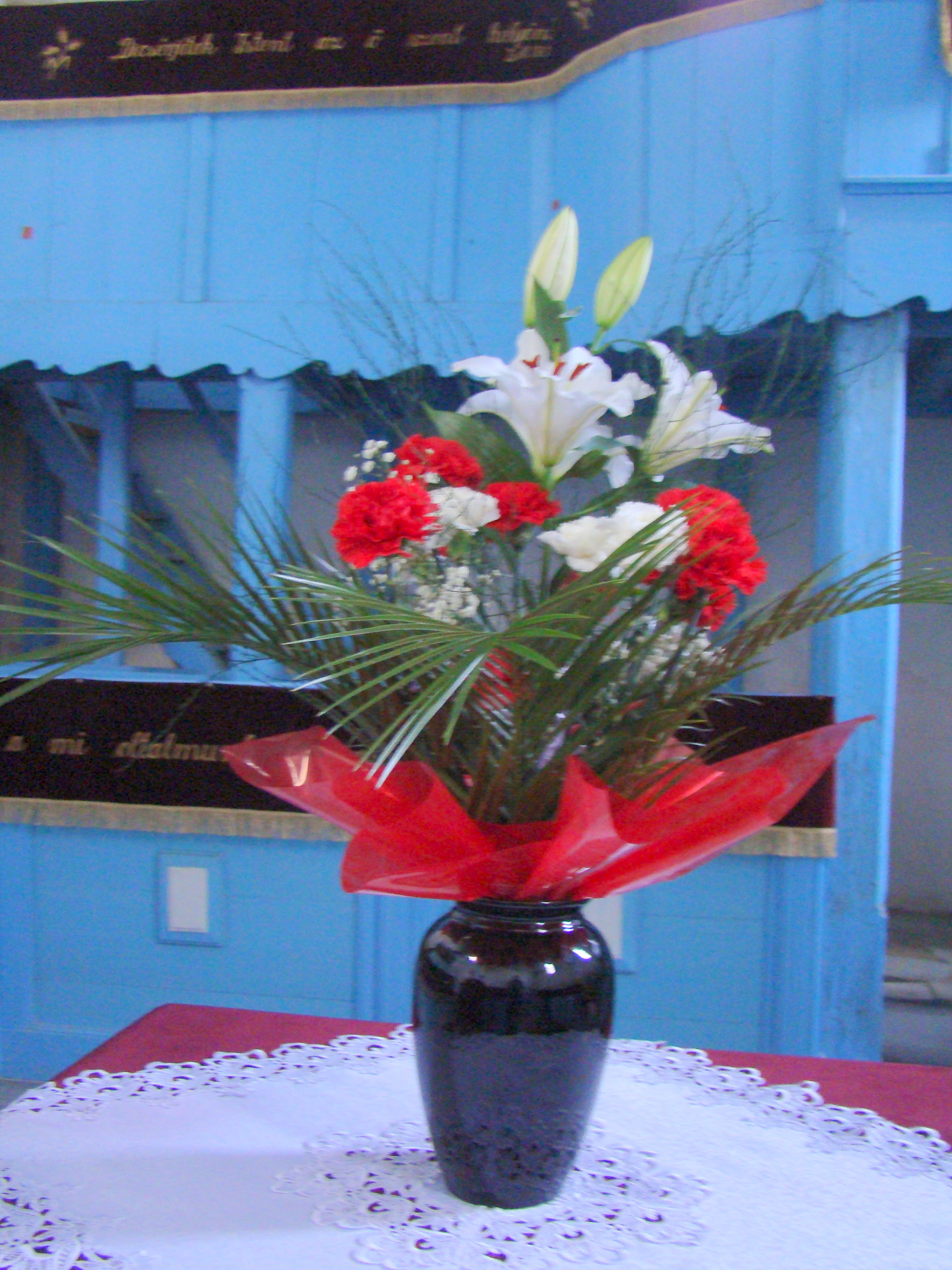
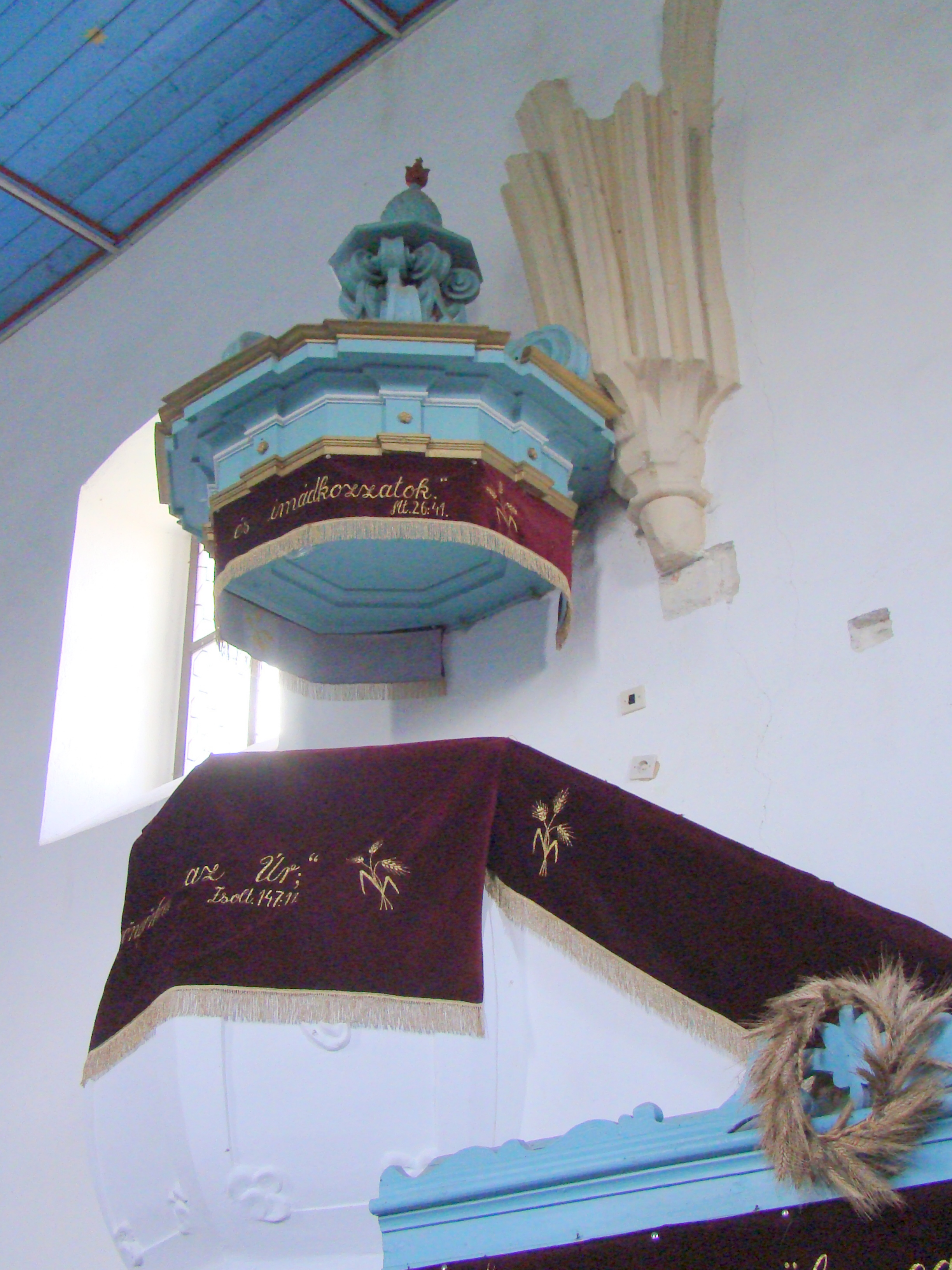
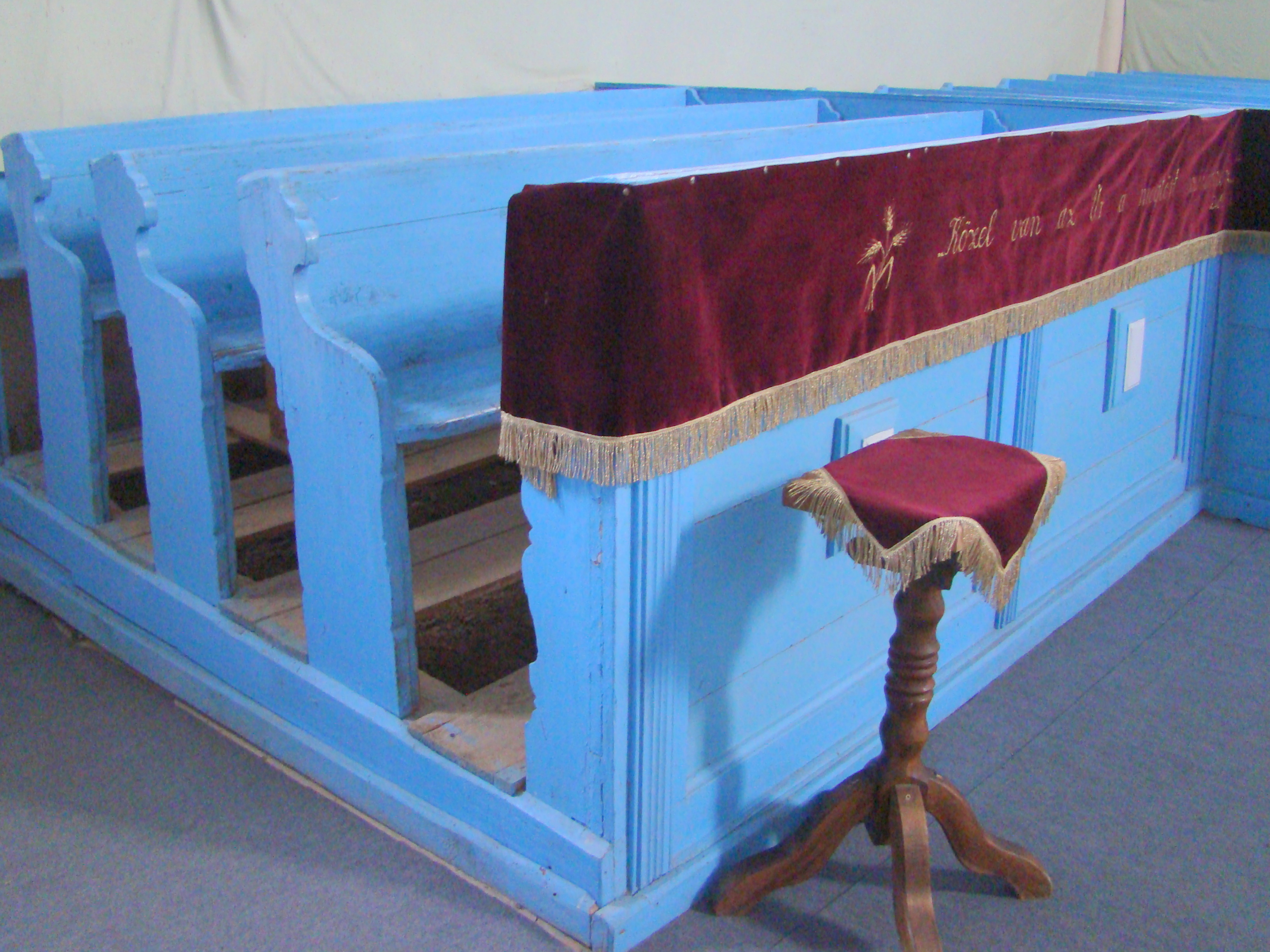
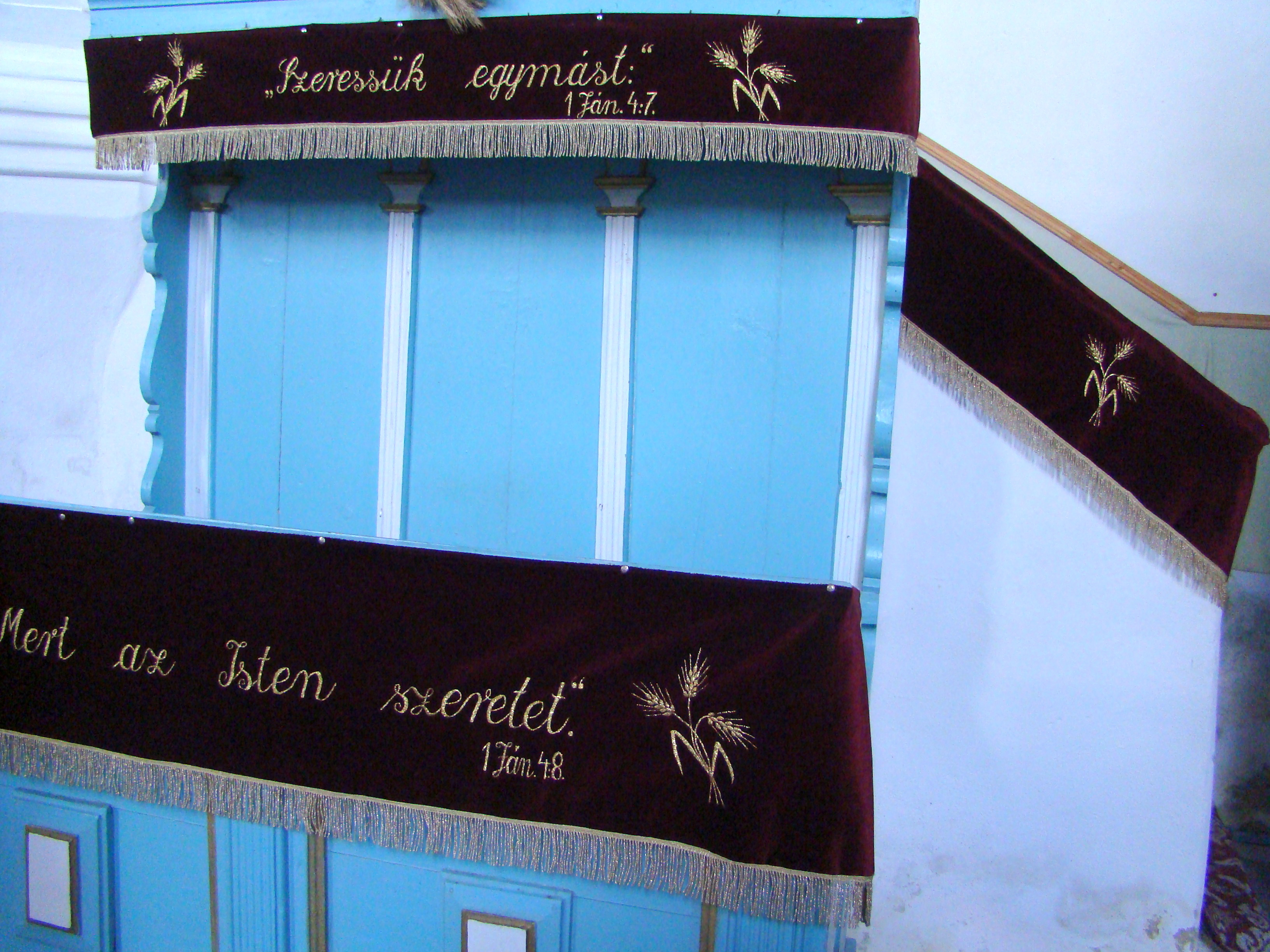
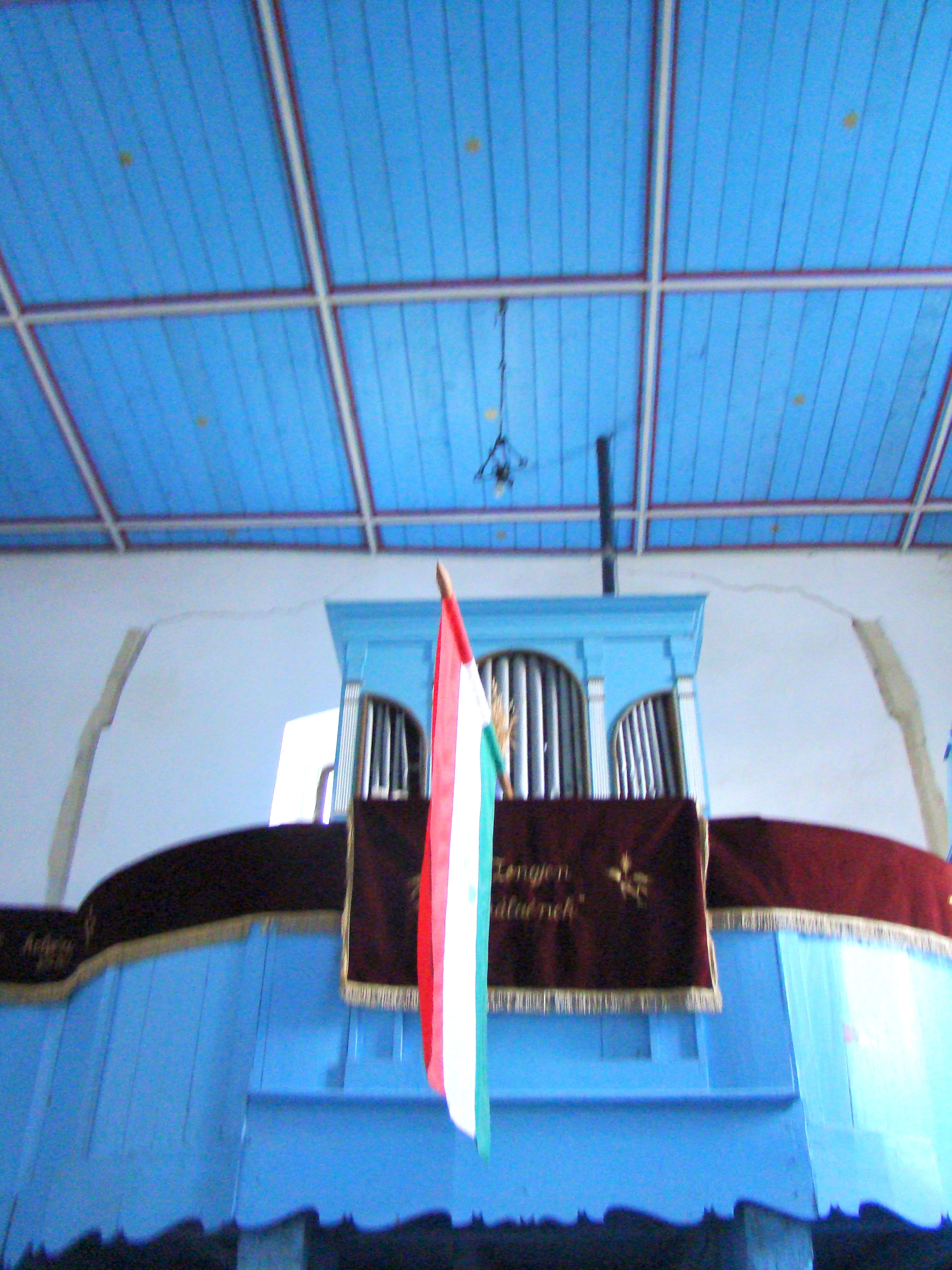
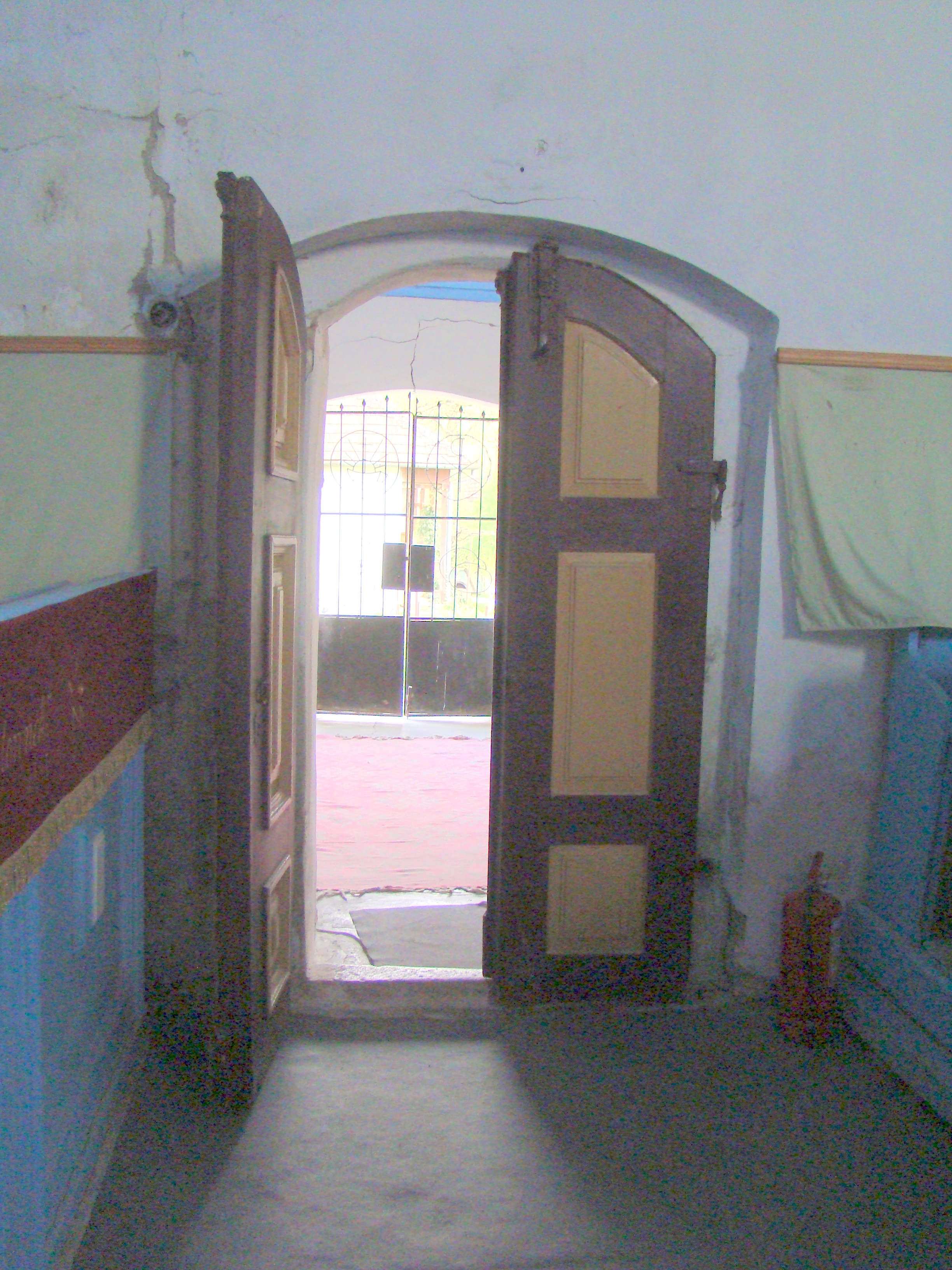

## Vezi și
- Coșeiu, Sălaj